# Nueva Escocia
Nueva Escocia (en inglés: Nova Scotia, nombre de origen latino; en francés: Nouvelle-Écosse) y abreviada comúnmente NS, es una de las diez provincias que, junto con los tres territorios, conforman las trece entidades federales de Canadá. Su capital y ciudad más poblada es Halifax. Ubicada en el extremo este del país, está formada por la península homónima y la isla de Cabo Bretón en la extremidad norte de esta. La península está rodeada por el océano Atlántico, salvo por el istmo de Chignecto —que la une a Nuevo Brunswick— y el estrecho de Northumberland, que la separa de Isla del Príncipe Eduardo. Con 55 284 km² es la segunda entidad menos extensa —por delante de Isla del Príncipe Eduardo— y con 17 hab/km², la segunda más densamente poblada, por detrás de Isla del Príncipe Eduardo.
Forma parte de las Provincias Marítimas. Su capital es un puerto muy importante de Norteamérica. La pesca y el turismo son vitales para la economía de la provincia.

## Etimología
El nombre en inglés «Nova Scotia» significa literalmente «Nueva Escocia» en latín y es el nombre reconocido en inglés canadiense para la provincia. Tanto en francés canadiense como en gaélico canadiense, la provincia se traduce directamente como «Nueva Escocia» (inglés: "New Scotland"  francés: Nouvelle-Écosse. gaélico canadiense: Alba Nuadh). En general, las lenguas románicas y eslavas utilizan traducciones de «Nueva Escocia» a su idioma, mientras que la mayoría de los demás idiomas utilizan transcripciones del nombre en latín (que es el mismo que el inglés).
La provincia recibió su nombre por primera vez en la Carta Real de 1621, que concedía a Sir William Alexander el derecho a colonizar tierras como colonia escocesa, incluyendo la actual Nueva Escocia, la isla del Cabo Bretón, la isla del Príncipe Eduardo, Nuevo Brunswick y la península de Gaspé.

## Historia
Aunque el explorador Juan Caboto la visitó en 1497 por cuenta de la Corona de Inglaterra, Nueva Escocia fue colonizada por primera vez por el reino de Francia. Samuel de Champlain y De Monts fundaron una colonia en una isla en la desembocadura del río Sainte-Croix en 1604. Al sufrir falta de agua potable en la isla ese invierno, al año siguiente (1605) la colonia fue trasladada a Port Royal, cerca de Annapolis Royal.
En 1621, el rey Jacobo I de Inglaterra y VI de Escocia envió una tropa de escoceses para fundar en el lugar una colonia con el nombre de Nova Scotia, como homenaje a sus orígenes escoceses. Para ello fundó el impuesto o baronetage de Nueva Escocia: aquellos que deseasen obtener el título nobiliario de baronet quedaban obligados al pago de una cierta suma de dinero que serviría para la fundación de la colonia, además de recibir en la misma una concesión de tierras. Durante la Guerra de los Nueve Años o de la Gran Alianza contra Francia, fue tomada por británicos, pero en los tratados firmados al final de la misma, se volvió a ceder a Francia: Tratado de Rijswijk de 20 de septiembre de 1697. Fruto del tratado los colonos escoceses debieron abandonarlo, el baronetage de Nueva Escocia perdió su valor, pasando a ser una mera categoría nobiliaria.

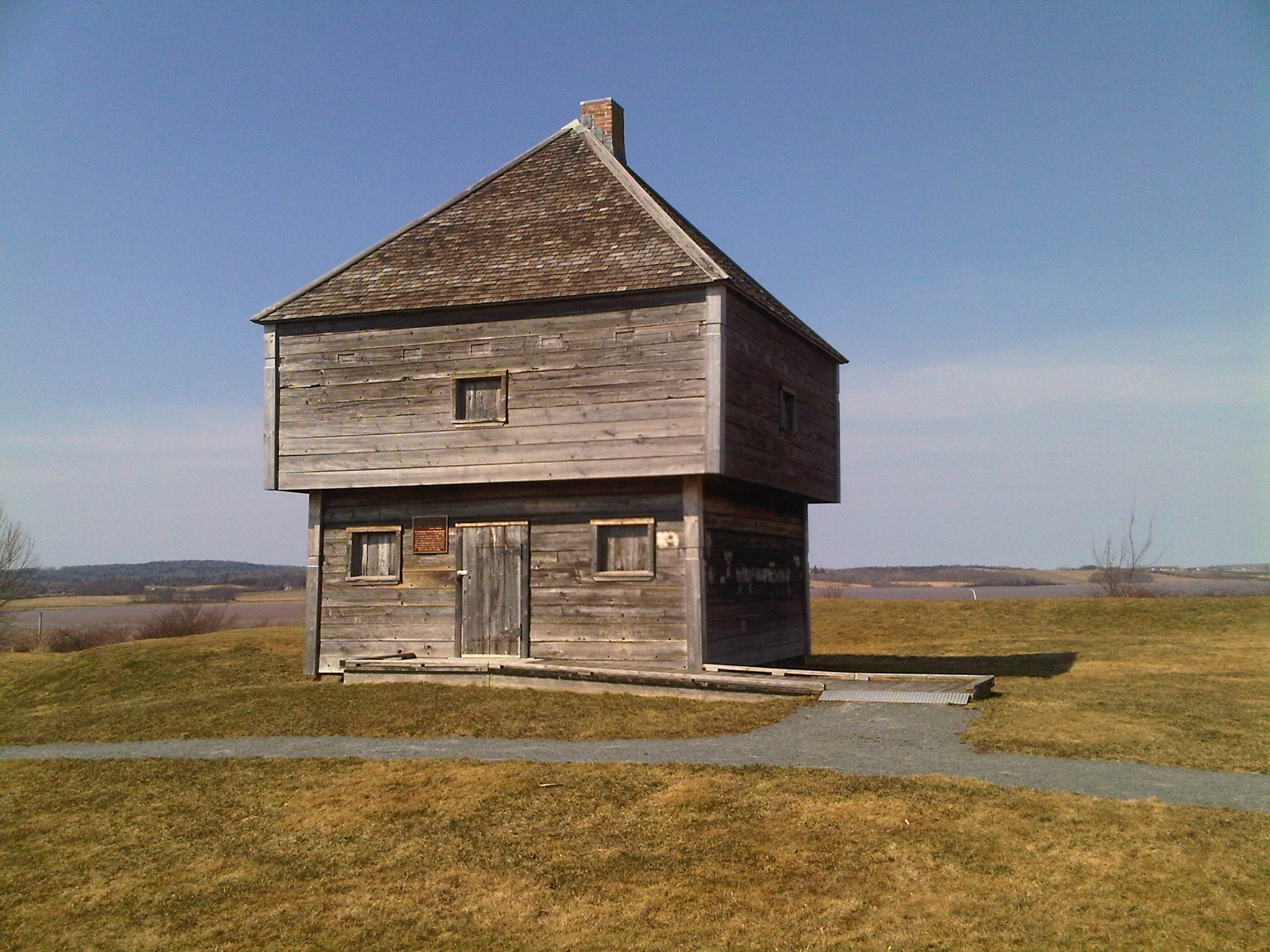
Fort Edward, el blockhaus más antiguo de Norteamérica (1750).

El territorio fue capturado por fuerzas británicas durante la Guerra de la reina Ana, que es como se conoce el conflicto de Guerra de Sucesión Española en el escenario norteamericano. La titularidad inglesa fue ratificada por el Tratado de Utrecht (1713). Francia retendría la posesión de la Île Saint Jean (Isla del Príncipe Eduardo) e Île Royale (Isla de Cabo Bretón), en la que establecieron la Fortaleza de Luisburg, que se construyó para vigilar las vías marítimas que se dirigen al río San Lorenzo.
La fortaleza de Louisbourg sería tomada por británicos en 1745, en el curso de la Guerra de Sucesión Austriaca (1740-1748), conocida como Guerra del rey Jorge en su escenario americano. El tratado de Aix-la-Chapelle o Tratado de Aquisgrán (1748) que puso fin a dicho conflicto, estipuló la devolución a Francia de la fortaleza de Louisbourg.
Louisbourg sería nuevamente tomada (Batalla de Louisbourg, junio-julio de 1758) por una tropa mixta de soldados del Ejército británico y habitantes de las colonias americanas, durante la Guerra Franco-india, que es como se conoce al frente norteamericano de la Guerra de los siete años. Una vez en manos inglesas, (antes incluso de la Batalla de las Llanuras de Abraham, que abriría paso a la conquista del Quebec), los Británicos destruyeron la fortaleza de Louisbourg con explosivos para evitar que pudiera volver a ser usada por los franceses si la retomaban fruto de algún nuevo tratado de paz.

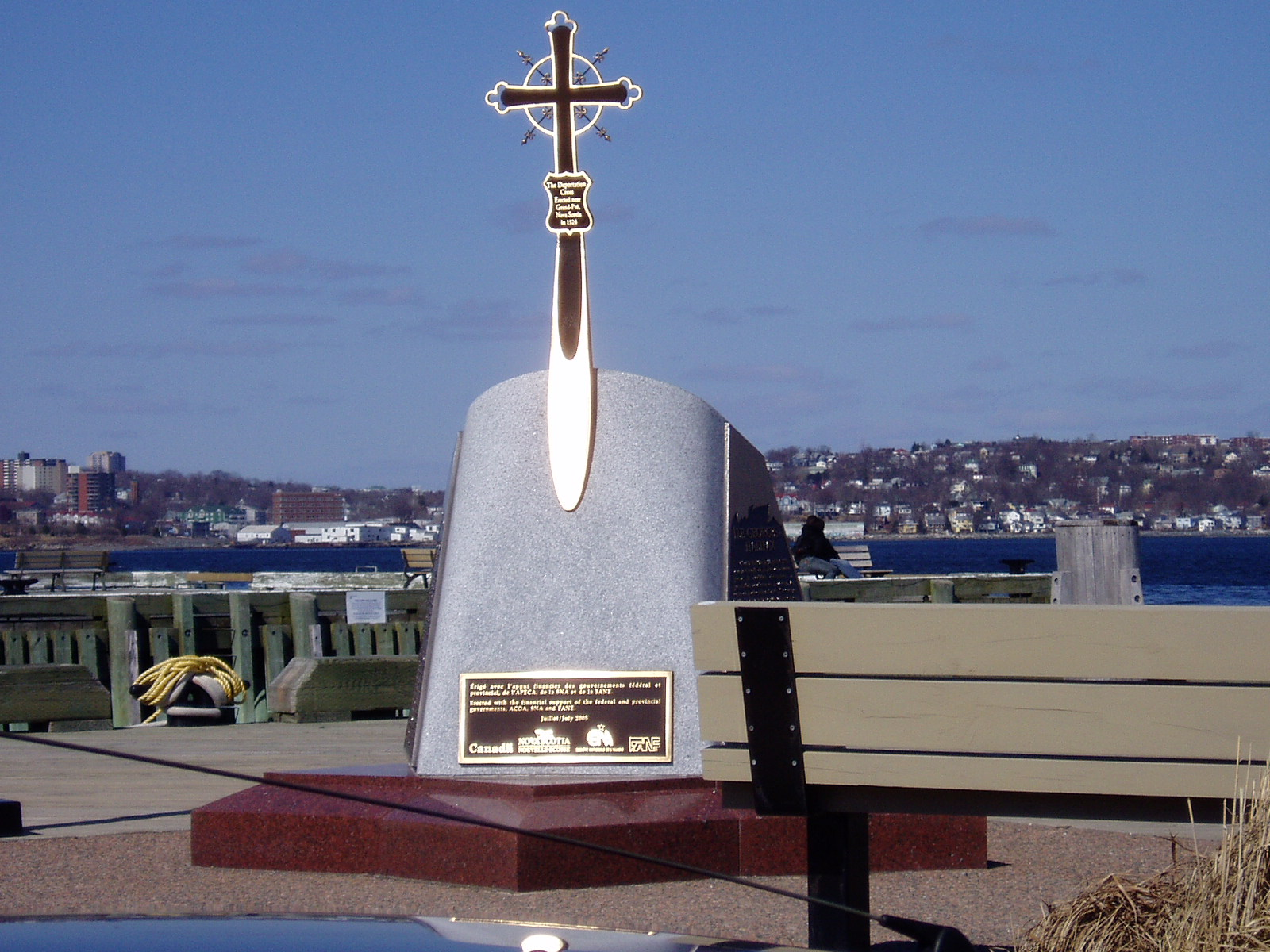
Monumento por la deportación de los Acadianos (colonos franceses) en Nueva Escocia

Quedaría ratificada la posesión inglesa por el Tratado de París (1763) al recibir Gran Bretaña todos los territorios franceses en el Canadá.
La presencia de los acadianos, francófonos y de religión católica en el territorio de la futura colonia británica planteaba a los británicos un problema cara a la colonización del territorio. En 1750 un alto número de colonos de religión protestante, en su mayor parte de origen alemán, fueron atraídos a Nueva Escocia, estableciéndose en la costa sur. La colonia seguía sin embargo siendo mayoritariamente acadiana. Pero a partir de 1755, los británicos decidieron deportar a los acadianos a sus otras colonias americanas, a Francia, al Reino Unido o a Luisiana, lugar donde muchos de ellos se establecieron contribuyendo a forjar la cultura cajún.
Tras la Deportación de los acadianos, las tierras acadianas fueron entregadas a colonos americanos procedentes de Nueva Inglaterra. Unos 8000 de ellos, llamados «planters» se establecieron en la colonia entre 1759 y 1774, entre ellos el bisabuelo de Robert Laird Borden. Una nueva inmigración escocesa cuyo destino fue la isla de Cabo Bretón, en las postrimerías del siglo XVIII y a principios del siglo XIX restableció la antigua presencia escocesa en la región.
En 1784 la porción continental del noroeste de la colonia fue separada del resto, pasando a constituir la colonia de Nuevo Brunswick.

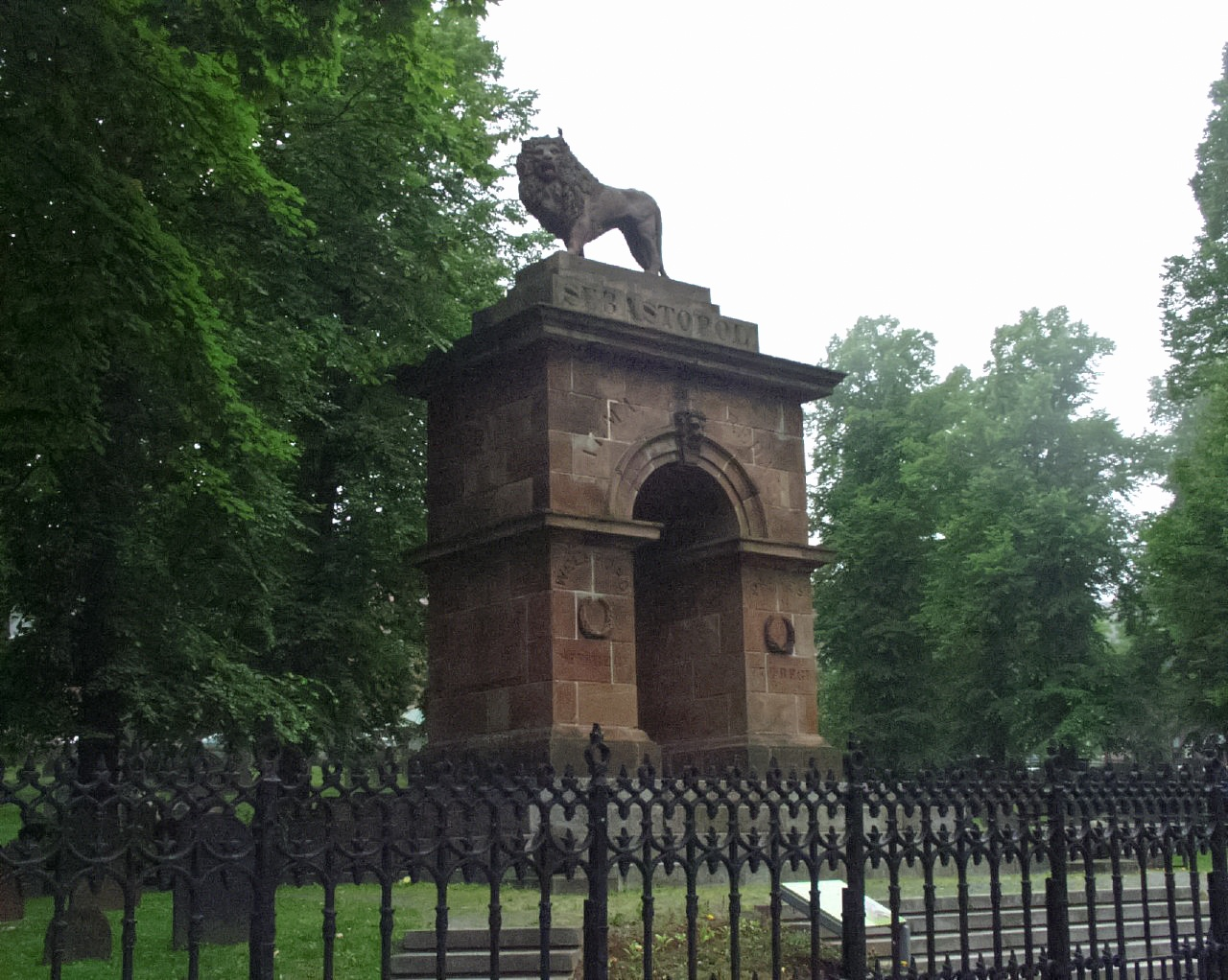
El Monumento Welsford-Parker, en Halifax, dedicado a la Guerra de Crimea.

En 1848 Nueva Escocia se convirtió en la primera colonia del Imperio británico en alcanzar el «self-government» o autogobierno, en que el gobernador británico quedaba obligado a aceptar las decisiones tomadas por una Asamblea Legislativa y por unos ministros electos por la misma.
En la isla se encuentran enterrados muchos de los fallecidos en el naufragio del RMS Titanic.
Nueva Escocia se convirtió, al entrar en la Confederación Canadiense, en una de las cuatro provincias fundadoras de Canadá, junto con Nuevo Brunswick, Quebec (Canadá Este) y Ontario (Canadá Oeste).
A pesar de su nombre, quedan escasísimos habitantes en la región que sigan hablando el gaélico escocés, aunque la música celta sigue gozando de gran popularidad en la isla de Cabo Bretón. Sigue habiendo actualmente una pequeña presencia acadiana en la localidad de Clare (al oeste de la provincia).

## Geografía
Nueva Escocia es la segunda provincia más pequeña de Canadá en superficie, después de la Isla del Príncipe Eduardo. Está rodeada por cuatro grandes masas de agua: el golfo de San Lorenzo al norte, la bahía de Fundy al oeste, el golfo de Maine al suroeste y el océano Atlántico al este.

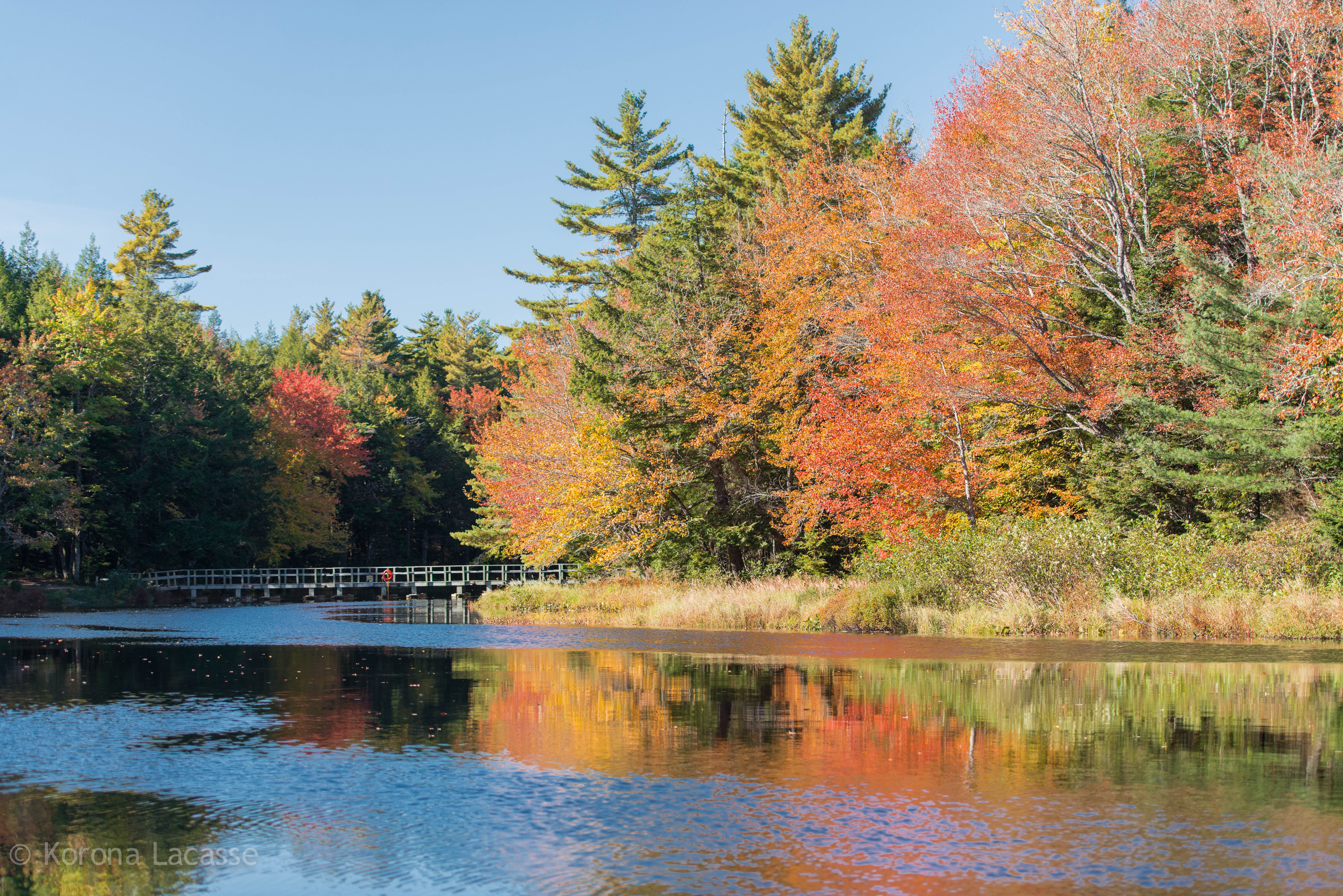
Otoño en el Parque nacional Kejimkujik

La parte continental de la provincia es la península de Nueva Escocia e incluye numerosas bahías y estuarios. Ningún lugar de Nueva Escocia está a más de 67 km del océano. La isla de Cabo Bretón, una gran isla al noreste de Nueva Escocia continental, también forma parte de la provincia, al igual que la isla de Sable, una pequeña isla famosa por ser el lugar de naufragios en alta mar, a unos 175 km de la costa sur de la provincia.
Nueva Escocia cuenta con numerosas formaciones rocosas con fósiles antiguos. Estas formaciones son especialmente ricas en las costas de la bahía de Fundy. Blue Beach, cerca de Hantsport, Joggins Fossil Cliffs, a orillas de la bahía de Fundy, ha producido abundantes fósiles de la era carbonífera. En Wasson's Bluff, cerca de Parrsboro, se han encontrado fósiles del Triásico y del Jurásico. El punto más alto es White Hill, a 533 m sobre el nivel del mar, situado entre las tierras altas de Cabo Bretón, en el extremo norte de la provincia.
Nueva Escocia está situada a lo largo del paralelo 45 norte, por lo que se encuentra a medio camino entre el Ecuador y el Polo Norte. La provincia contiene 5.400 lagos.

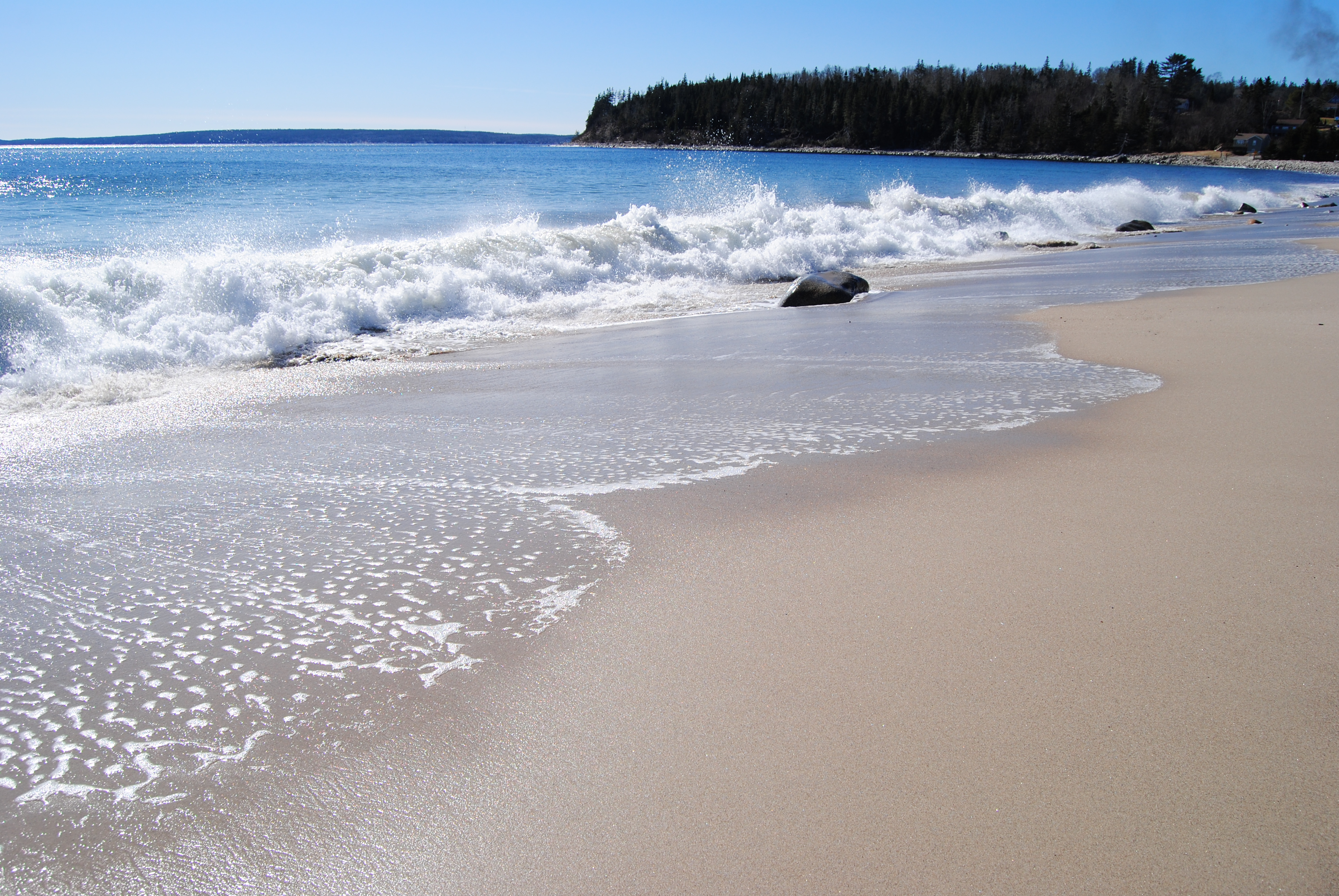
Playa de Queensland, Nueva Escocia

### Clima
Nueva Escocia se encuentra en la zona templada media y, aunque la provincia está casi rodeada de agua, su clima se asemeja más al continental que al marítimo. Las temperaturas extremas del clima continental se ven moderadas por el océano.
Nueva Escocia tiene niebla costera frecuente y una marcada variabilidad del tiempo de un día para otro. Los principales factores que influyen en el clima de Nueva Escocia son:
- Los efectos del viento del oeste.
- La interacción entre tres masas de aire principales que convergen en la costa este.
- La ubicación de Nueva Escocia en las rutas de las principales tormentas que se desplazan hacia el este.
- Luna creciente sobre la bahía de St. Margarets, Nueva EscociaLa influencia moderadora del mar.

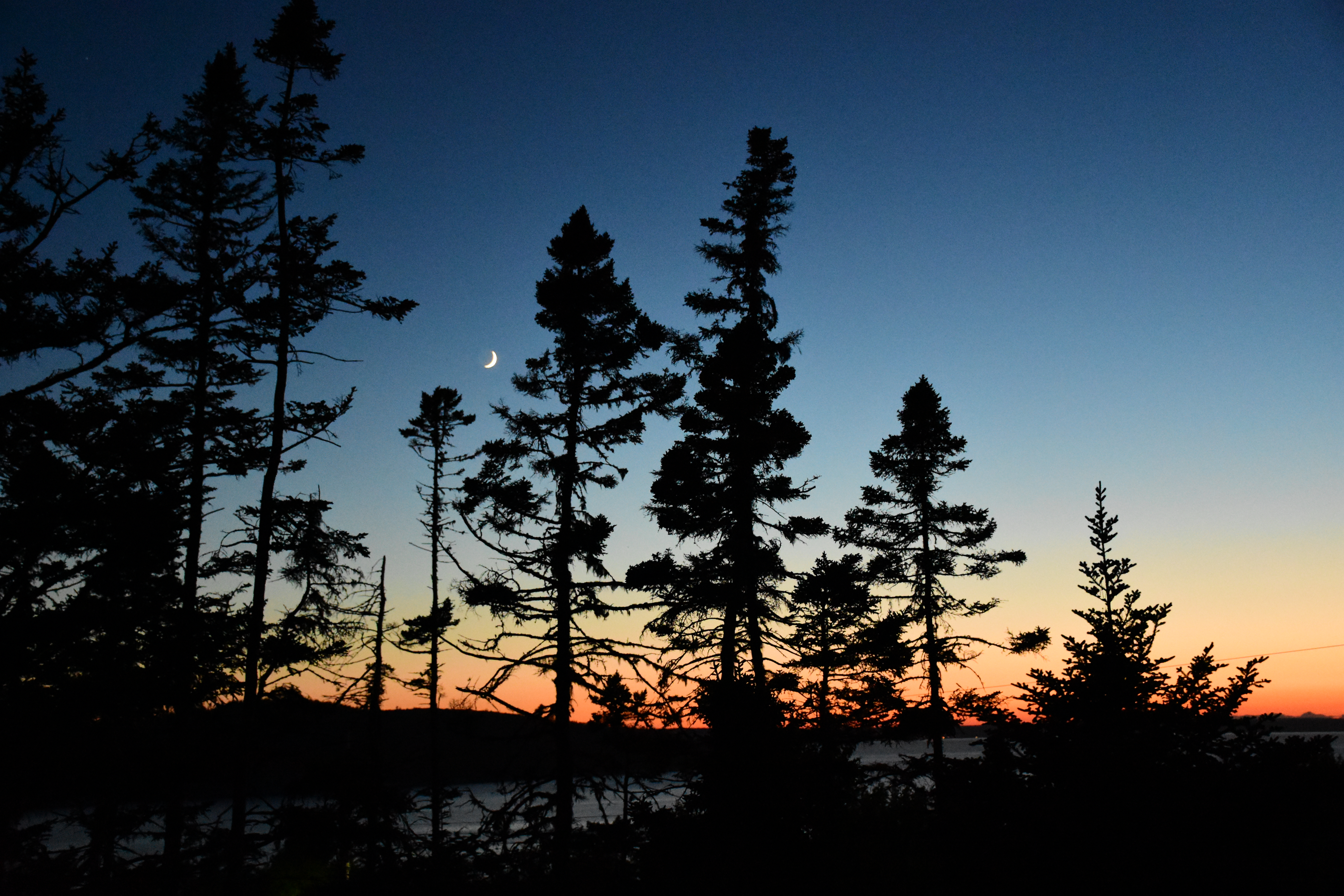
Luna creciente sobre la bahía de St. Margarets, Nueva Escocia

Descrito en la matrícula provincial de los vehículos como el «parque acuático de Canadá», el mar tiene una gran influencia en el clima de Nueva Escocia. Los inviernos fríos y los veranos cálidos de Nueva Escocia se ven modificados y, en general, moderados por la influencia del océano. La provincia está rodeada por cuatro grandes masas de agua. Estas son el golfo de San Lorenzo al norte, la bahía de Fundy al oeste, el golfo de Maine al suroeste y el océano Atlántico al sureste.
La temperatura y las precipitaciones varían ligeramente de un extremo a otro de la provincia, como se ilustra en los siguientes gráficos. Estos muestran Yarmouth, Halifax, Sydney y Kentville, que representan los extremos suroeste, valle de Annapolis, centro y noreste, respectivamente. Las temperaturas en el extremo sur de la provincia se ven moderadas por las corrientes oceánicas (Corriente del Golfo), mientras que el extremo norte se ve influido por las aguas más frías del golfo de San Lorenzo. Aunque es más suave y con menos precipitaciones invernales, el extremo suroeste tiene más niebla. El valle de Annapolis tiene veranos más calurosos y húmedos, y también inviernos fríos y nevados.

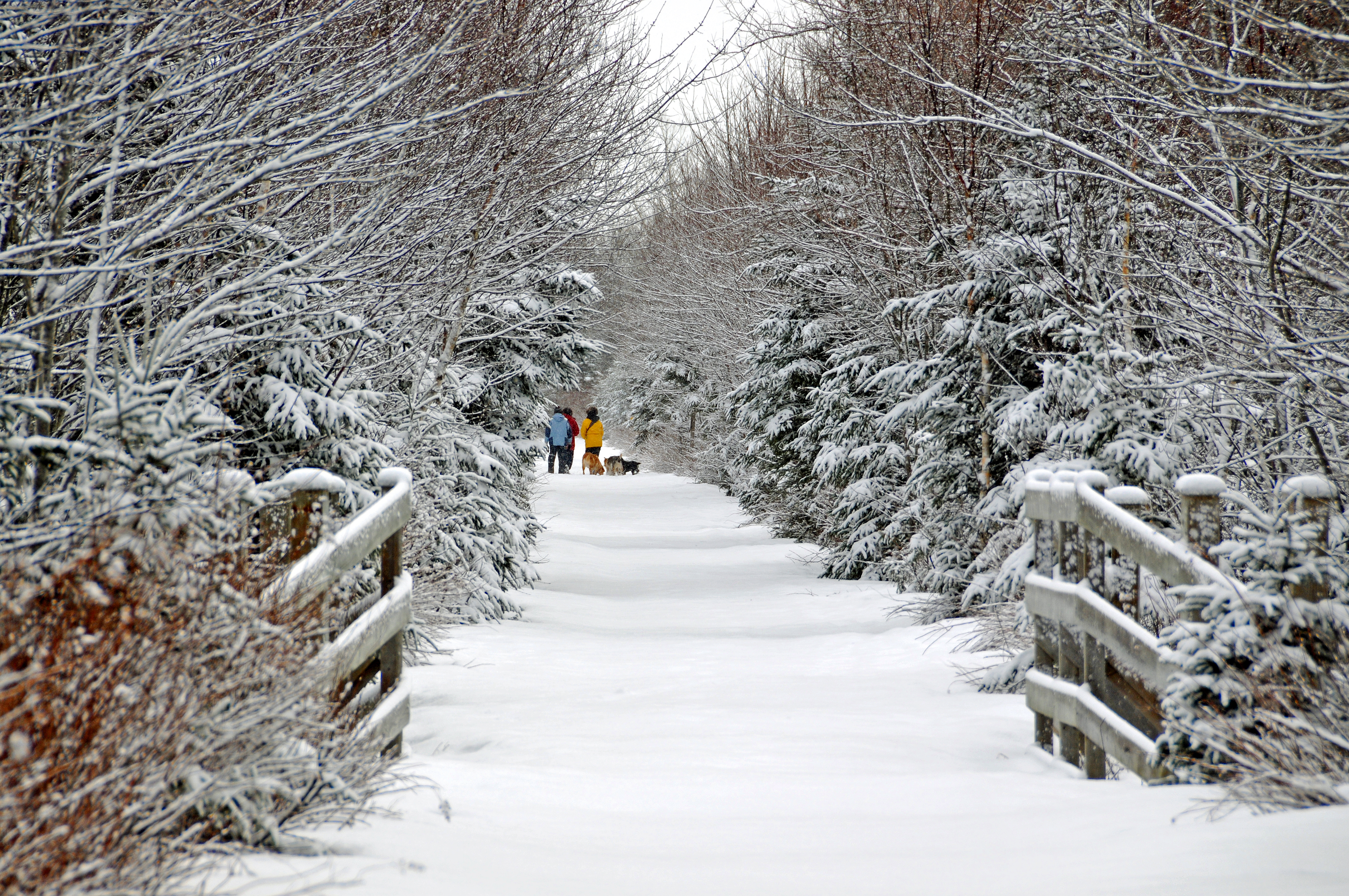
Invierno en Nueva Escocia

Mientras que la temperatura constante del océano Atlántico modera el clima de las costas sur y este de Nueva Escocia, la fuerte acumulación de hielo en el golfo de San Lorenzo hace que los inviernos sean más fríos en el norte de Nueva Escocia. La poca profundidad de las aguas del golfo hace que se calienten más que el océano Atlántico en verano, lo que calienta los veranos en el norte de Nueva Escocia. El verano dura extraoficialmente desde el primer domingo de abril hasta el sábado anterior al último domingo de octubre. Aunque Nueva Escocia tiene un clima algo moderado, en los últimos 160 años se han registrado algunas olas de calor y olas de frío muy intensas.

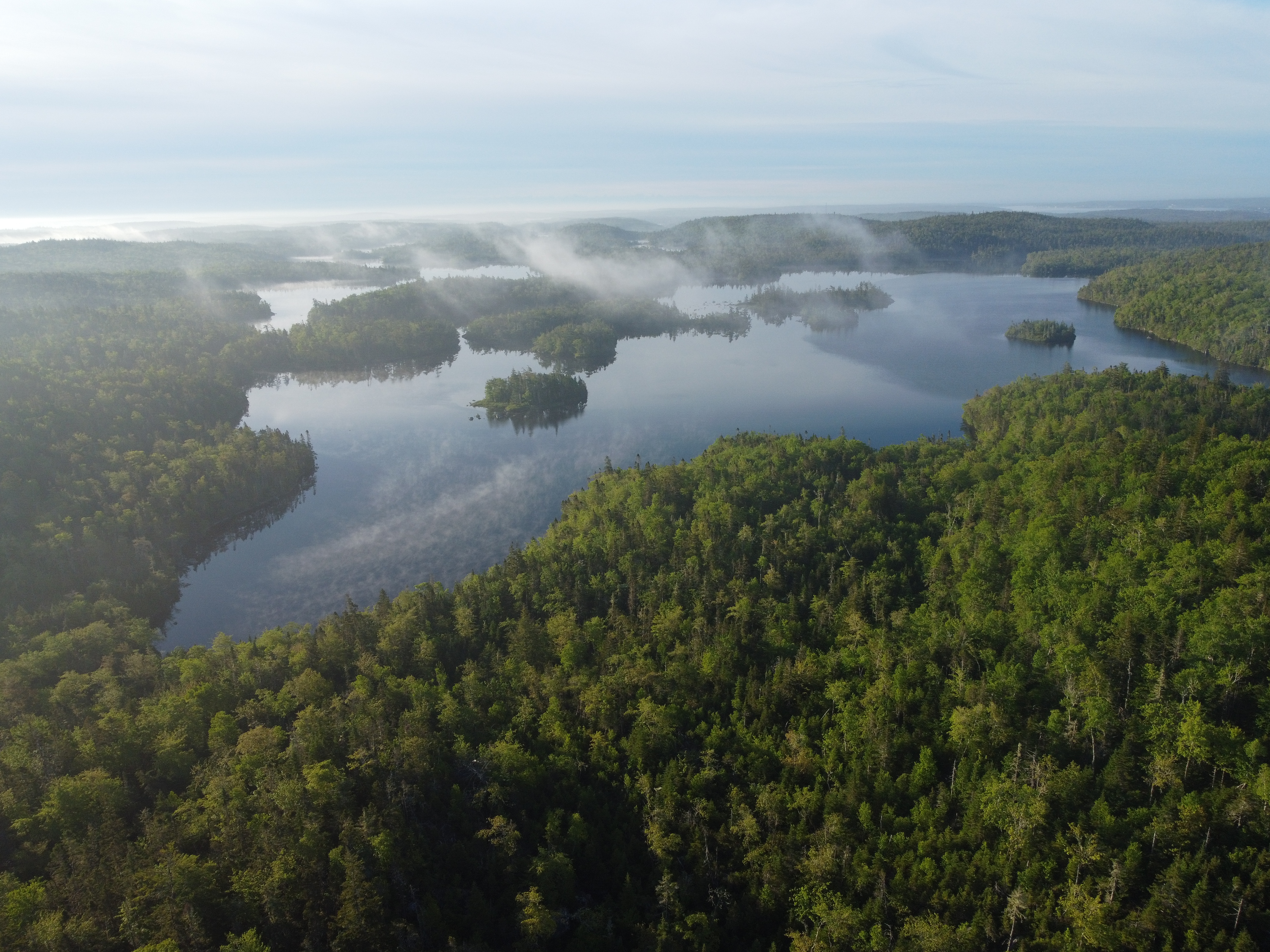
Fotografía aérea del lago Moose Cove, Nueva Escocia.

La temperatura más alta jamás registrada en el continente de la provincia fue de 38,3 °C (101 °F) el 19 de agosto de 1935 en Collegeville, situada a unos 15 km al suroeste de Antigonish, en la antigua escuela Ashdale, ahora propiedad de William Wallace. La temperatura más alta jamás registrada en la isla de Cabo Bretón fue de 37,7 °C el 10 de agosto de 2001 en Ingonish. La temperatura más baja jamás registrada fue de −41,1 °C (−42 °F) el 31 de enero de 1920 en Upper Stewiacke.
La temperatura más alta jamás registrada en Halifax fue de 37,2 °C (99 °F) el 10 de julio de 1912, y la más baja fue de −29,4 °C (−21 °F) el 18 de febrero de 1922. En Sydney, la temperatura más alta jamás registrada fue de 36,7 °C (98 °F) el 18 de agosto de 1935, y la más baja fue de −31,7 °C (−25 °F) el 31 de enero de 1873 y el 29 de enero de 1877. Por último, en Kentville, la temperatura más alta registrada fue de 37,8 °C en agosto de 1944, y la más baja fue de -31,1 °C el 19 de febrero. Esto convierte a Kentville en una de las ciudades más calurosas en verano.
Toda Nueva Escocia tiene precipitaciones bien distribuidas a lo largo del año, con un ligero máximo en verano en algunas zonas del norte y del interior, pero un ligero máximo en otoño y principios de invierno (de octubre a enero) en las zonas del sur y la costa, donde julio o agosto son los meses más secos por término medio. Las tormentas de otoño e invierno, que llegan a Nueva Escocia o sus alrededores desde el noreste de Estados Unidos (a menudo denominadas «nor'easters» debido a los intensos vientos del noreste que traen consigo), pueden alcanzar una intensidad tremenda en las zonas costeras, provocando fuertes vientos, lluvias intensas, hielo o nieve y, a veces, todo ello en una sola tormenta. 

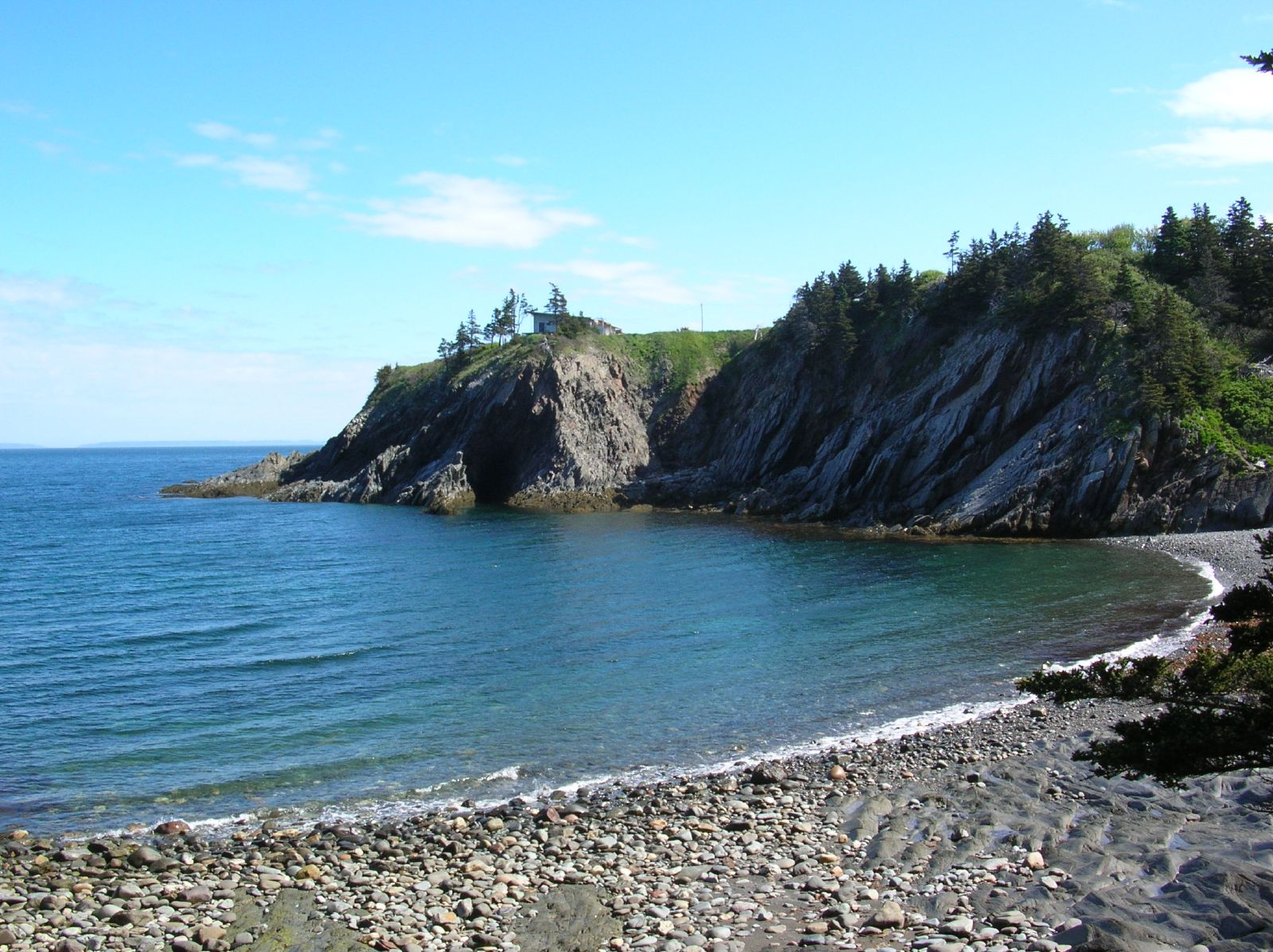
Parque Provincial Smugglers Cove en la bahía de St. Mary's

La precipitación media anual varía entre los 140 centímetros (55 pulgadas) en el sur, con su intensa actividad tormentosa durante la estación fría, y los 100 centímetros (40 pulgadas) en el resto del territorio. En el noreste, Sídney es una zona especialmente húmeda, con una precipitación media anual de casi 60 pulgadas, con una notable concentración entre el otoño y principios del invierno (octubre a enero), y diciembre como el mes más húmedo en promedio. Nueva Escocia también es muy brumosa en algunos lugares, con un promedio de 121 días de niebla al año en Halifax y 191 en Yarmouth.
Debido a que Nueva Escocia se adentra en el Atlántico, es propensa a sufrir intensas tormentas durante la temporada fría (las llamadas «nor'easters», principalmente entre noviembre y marzo) que llegan desde el noreste de Estados Unidos, así como ocasionales tormentas tropicales y huracanes a finales del verano y en otoño. Sin embargo, debido a las aguas relativamente más frías de la costa de Nueva Escocia, las tormentas tropicales suelen ser débiles cuando llegan a Nueva Escocia. Incluso cuando una tormenta conserva gran parte de su fuerza, como en el caso del huracán Arthur, lo más habitual es que sea extratropical cuando toca tierra en Nueva Escocia.
En total, se han registrado 34 tormentas de este tipo, incluidos 13 huracanes, desde que se empezaron a llevar registros en 1871, lo que supone aproximadamente uno cada cuatro años. Además, al menos uno de estos huracanes (Juan, en 2003) tocó tierra con una intensidad de categoría 2. Los huracanes más destructivos fueron el huracán Ginny en 1963, el huracán Juan en 2003 y el huracán Dorian en 2019, que causó daños en la zona de Halifax. El huracán Fiona se convirtió en el huracán más intenso que tocó tierra en Canadá y Nueva Escocia en 2022.

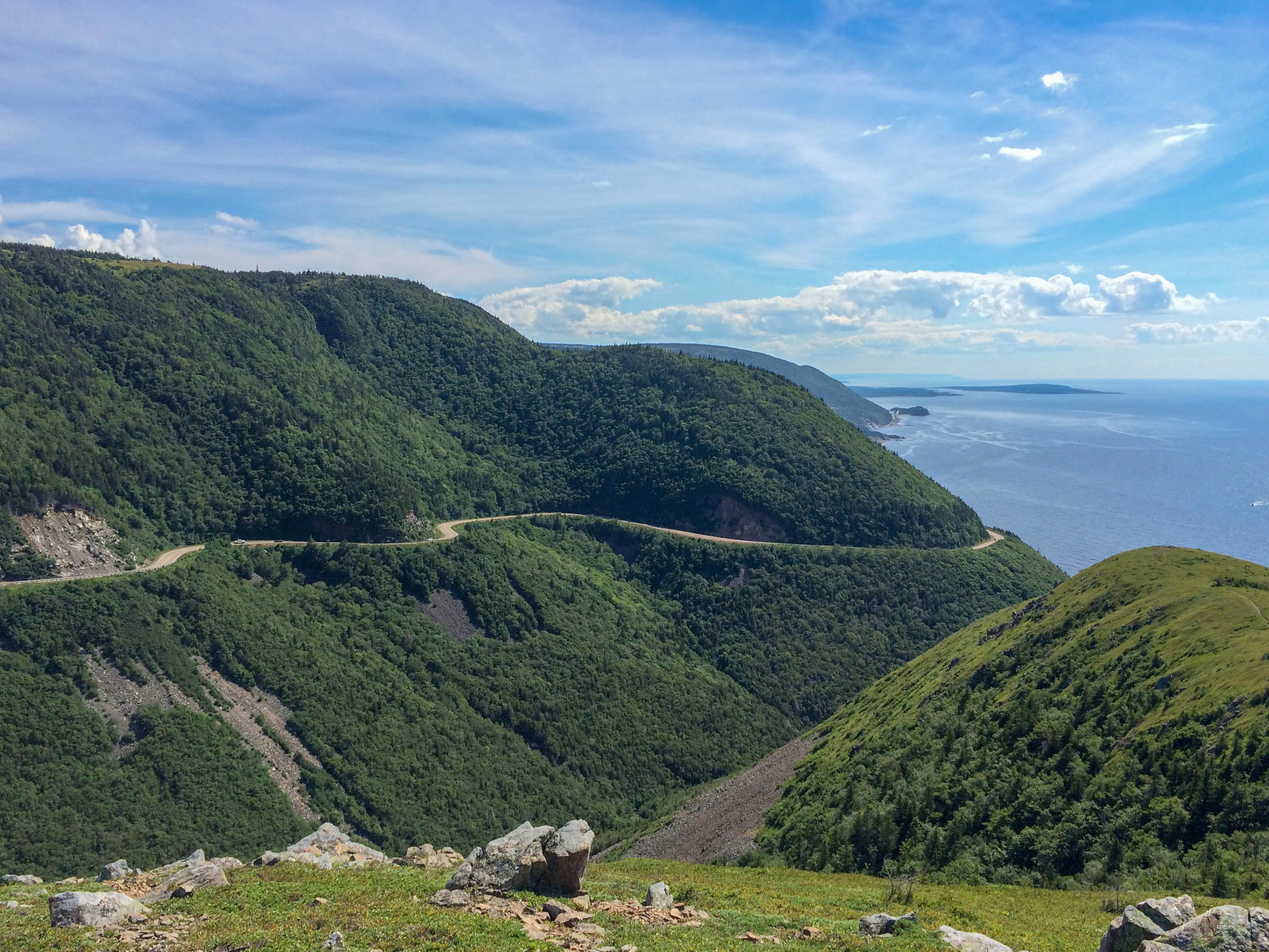
La llamada Montaña Francesa (French Mountain)

### Geología
La península de Nueva Escocia forma parte de la provincia de Nueva Escocia, Canadá, y está conectada con la provincia vecina de Nuevo Brunswick a través del istmo de Chignecto. Limita al sur y al sureste con el océano Atlántico, al oeste con el golfo de Maine, al noroeste con la bahía de Fundy y sus subcuencas, al norte con el estrecho de Northumberland y al este con el estrecho de Canso.
La península se puede dividir en dos regiones geológicas distintas al norte y al sur de una línea de falla (las fallas Cobequid y Chedabucto) que se extiende entre las subcuencas de la bahía de Fundy de la cuenca de Minas y la bahía de Cobequid al oeste, hasta la bahía de Chedabucto al este. 
La parte norte de la península está dominada por las tierras altas de Avalon (las colinas Cobequid y las tierras altas Pictou-Antigonish) y las tierras bajas carboníferas, estas últimas a ambos lados de la zona de falla.
Las montañas Cobequid contienen los puntos más altos de la península. Esta parte baja y muy erosionada de los Montes Apalaches, junto con las tierras altas de Pictou-Antigonish, forma una zona montañosa que se extiende por la parte norte de la península, con una altitud media de entre 250 y 300 metros. Durante la glaciación quedó cubierta por una gruesa capa de sedimentos, por lo que hoy en día alberga abundantes bosques y es escenario de actividades agrícolas.

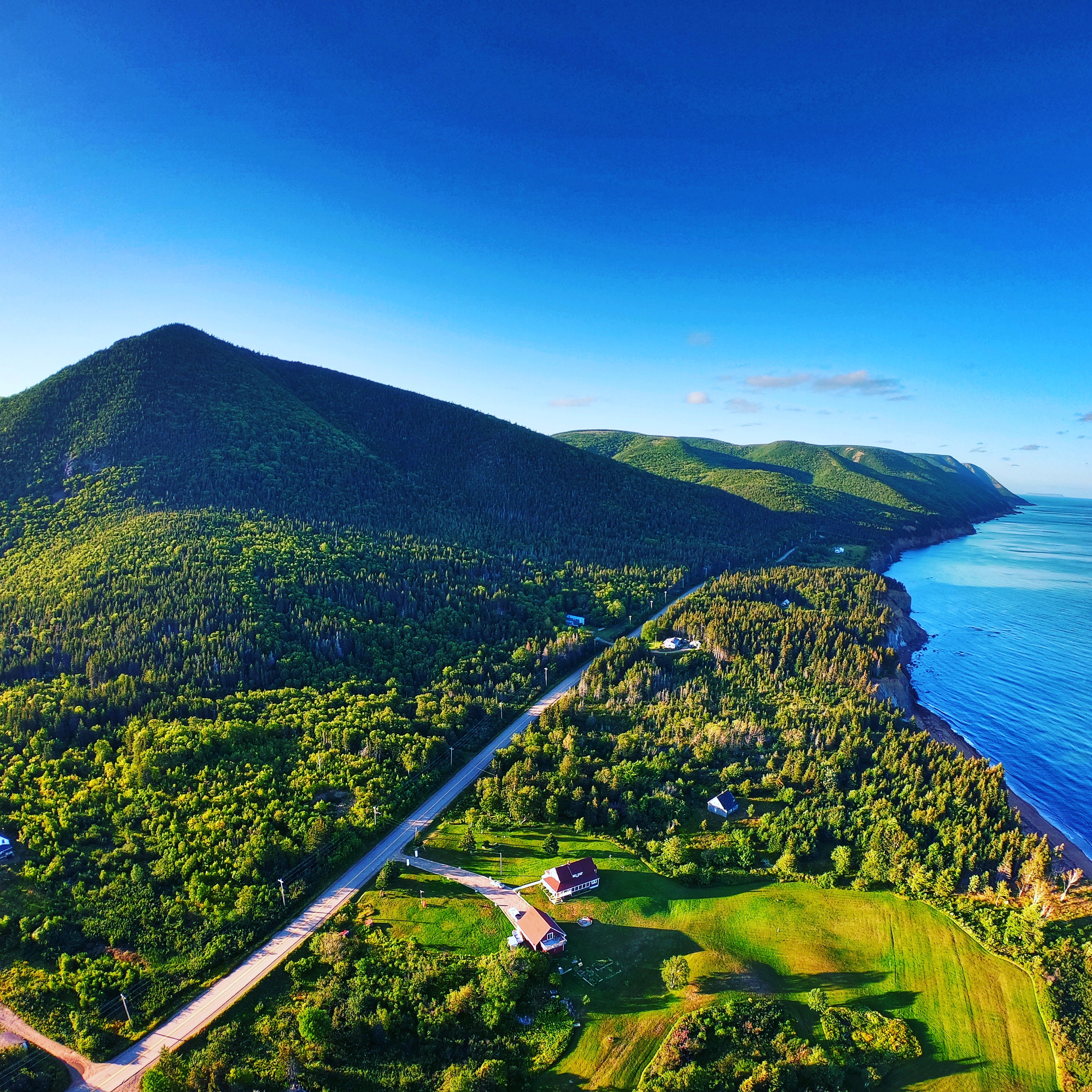
La montaña conocida como Wilkie Sugar Loaf en el Cabo Bretón

Las tierras bajas carboníferas incluyen rocas sedimentarias carboníferas al sur de la cuenca de Minas y a lo largo de la costa norte de la península, inmediatamente al sur del estrecho de Northumberland. La zona sur y este de la cuenca de Minas está dominada por una topografía kárstica que da lugar a numerosos depósitos de yeso. Las vetas de carbón se encuentran en las zonas occidental y central del condado de Cumberland, en la cuenca de Joggins-River Hebert y la cuenca de Springhill, junto con la cuenca de Debert y la cuenca de Pictou.
A lo largo de la parte norte de la península, las llanuras bajas, las tierras altas onduladas y las zonas costeras albergan numerosos asentamientos, muchos de los cuales se desarrollaron en torno a la extracción de minerales, en particular el carbón. Si se incluyen los yacimientos de carbón de Sydney e Inverness en la isla de Cabo Bretón, estas regiones fueron muy importantes para el desarrollo industrial y social de Nueva Escocia.
Además de compartir las tierras bajas carboníferas, la parte sur de la península está dominada por el interior atlántico (tierras bajas de Sissiboo, South Mountain, varias crestas de pizarra), seguido de las relativamente pequeñas tierras bajas triásicas (el valle de Annapolis) y las regiones de la costa de Fundy (incluidas Economy Mountain y North Mountain) y la costa atlántica.

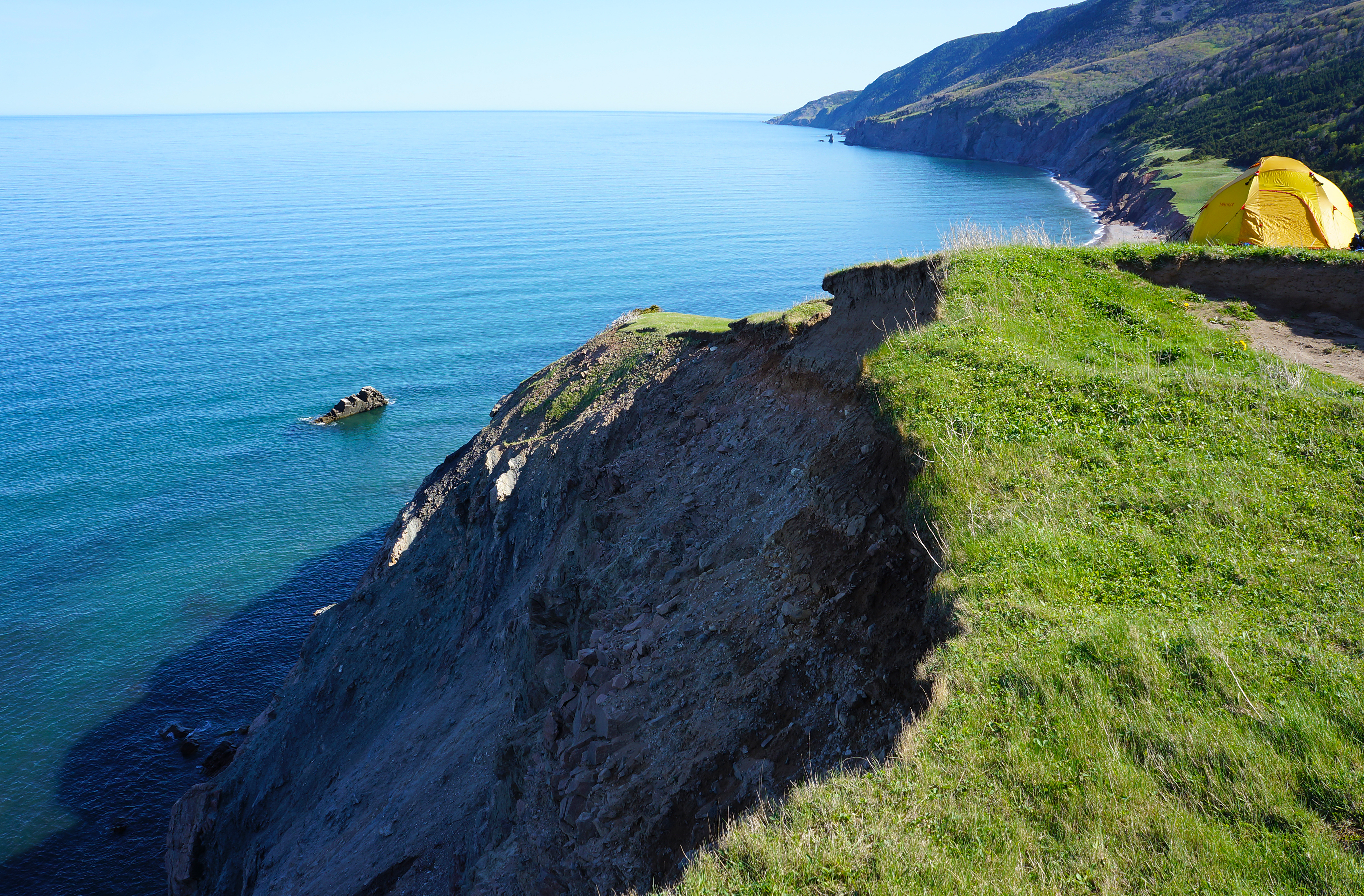
Acantilados en la Costa de Nueva Escocia

El interior atlántico está dominado por un paisaje glacial de roca granítica expuesta, bosques densos, drumlins y numerosos lagos. Las tierras bajas de Sissiboo comprenden muchos valles fluviales y zonas bajas del interior en la parte suroeste y central de la península. South Mountain es una pendiente que asciende de forma constante y desciende abruptamente en el valle de Annapolis, pero de forma más gradual hacia el Atlántico, lo que da lugar a una meseta que se extiende por gran parte del interior suroeste de la península, con una altitud media de 150 m y una altitud máxima de 275 m. Las crestas de pizarra son prominentes en las zonas de Rawdon Hills y Wittenburg Ridge, a lo largo del límite con las tierras bajas carboníferas.
La región de la costa de Fundy incluye la cordillera de North Mountain, así como las zonas de Digby Neck y Economy Mountain a lo largo del lado norte de la cuenca de Minas. La región de la costa atlántica incluye las zonas áridas y azotadas por el viento desde Yarmouth hasta Canso, que se extienden varios kilómetros hacia el interior.
Las tierras bajas del Triásico son una zona de arenisca blanda, gran parte de la cual está cubierta por el agua como consecuencia del aumento del nivel del mar. Lo que queda es el valle abierto de Annapolis, protegido por la costa de Fundy y el interior atlántico, lo que proporciona un microclima único en las provincias atlánticas y propicio para el cultivo de frutas y hortalizas.

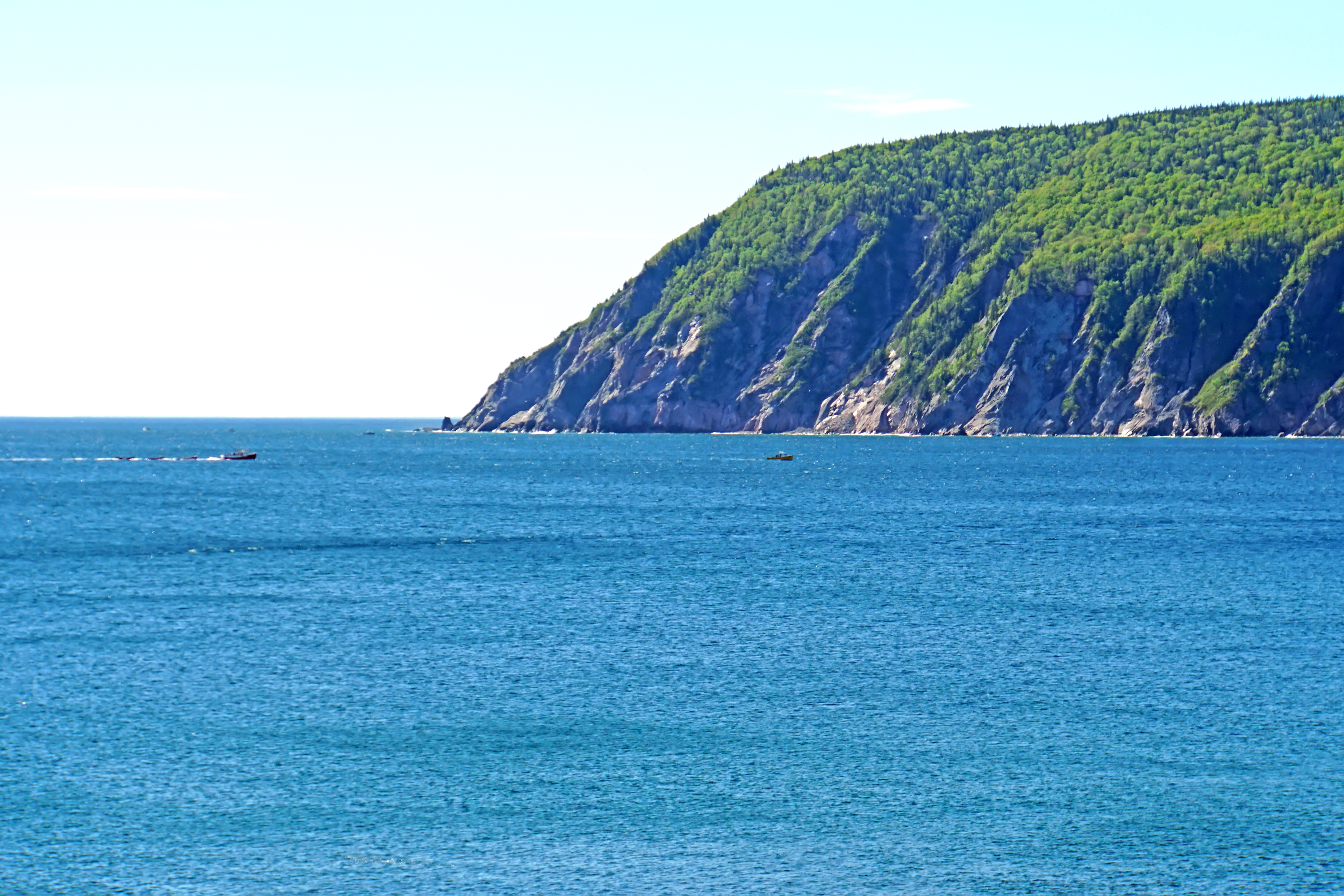
Parque nacional de las Tierras Altas de Cabo Bretón

### Áreas protegidas
Hay dos parques nacionales oficiales en Nueva Escocia, uno de los cuales se gestiona como reserva.
- Parque Nacional de las Tierras Altas del Cabo Bretón.[38][39][40]
- Parque Nacional Kejimkujik:[41][42] este parque se compone de dos secciones. El parque principal se encuentra en el interior, con una zona costera anexa para uso diurno situada cerca de Liverpool.

- Reserva del Parque Nacional de la Isla de Sable.

El Sistema de Ríos Patrimoniales de Canadá es un programa administrado por los gobiernos federal, provinciales y territoriales para conservar el patrimonio fluvial.
- Río Shelburne
- Sistema fluvial del río Margaree y el lago Ainslie

Una zona nacional de vida silvestre es un estatus de conservación para una región geográfica de Canadá que restringe la mayoría de las actividades humanas en esa región. Sin embargo, se pueden expedir permisos de uso del suelo «para actividades compatibles con la conservación». Estas zonas están gestionadas por el Servicio Canadiense de Vida Silvestre.

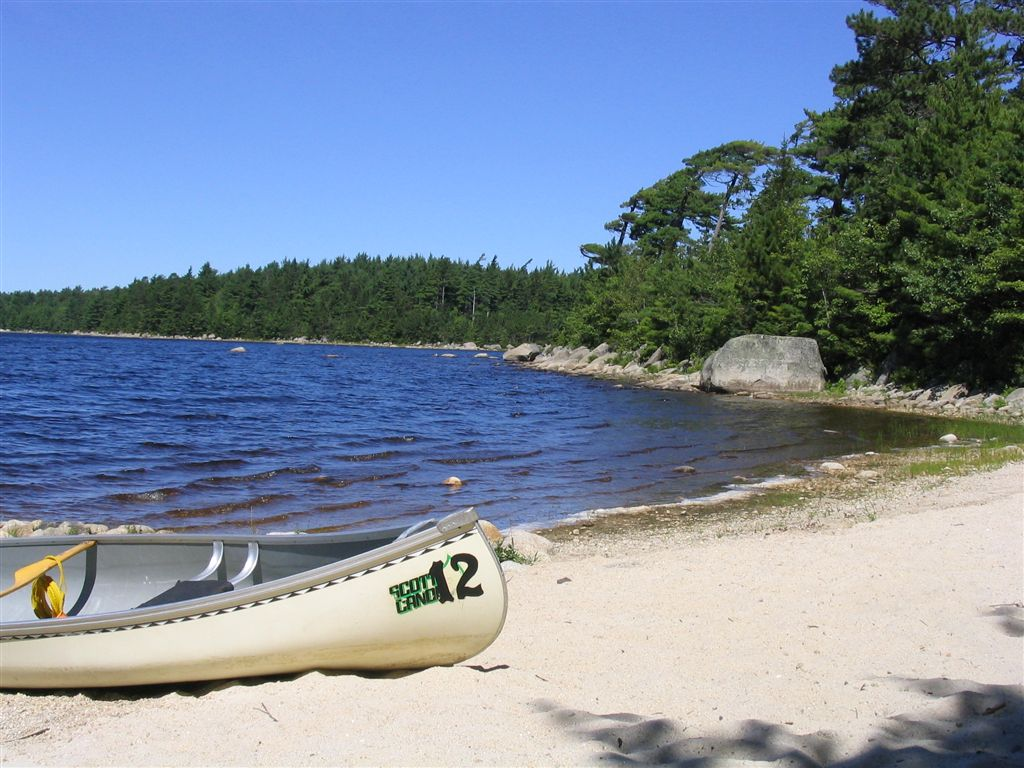
Playa en el Parque nacional de Kejimkujik

- Área Nacional de Vida Silvestre de la isla Boot  (1,44 km²)
- Área Nacional de Vida Silvestre de Chignecto (4,10  km²)
- Área Nacional de Vida Silvestre John Lusby (10,20 km²)
- Área Nacional de Vida Silvestre Sand Pond (5,32  km²)
- Área Nacional de Vida Silvestre la isla Sea Wolf  (0,41  km²)
- Área Nacional de Vida Silvestre la Bahía Wallace (5,83  km²)

Las áreas protegidas administradas por el Servicio Canadiense de Vida Silvestre en Nueva Escocia incluyen
- Lago Big Glace Bay (240 ha; 590 acres)
- Kentville (200 ha; 490 acres)
- Port L'Hebert (350 ha; 860 acres)
- Port Joli (280 ha; 690 acres)
- Río Sable (260 ha; 640 acres)
- Amherst Point (429 ha; 1060 acres)
- Isla Sable (2350 ha; 5800 acres)
- Río MargaretLago Haley (100 ha; 250 acres)

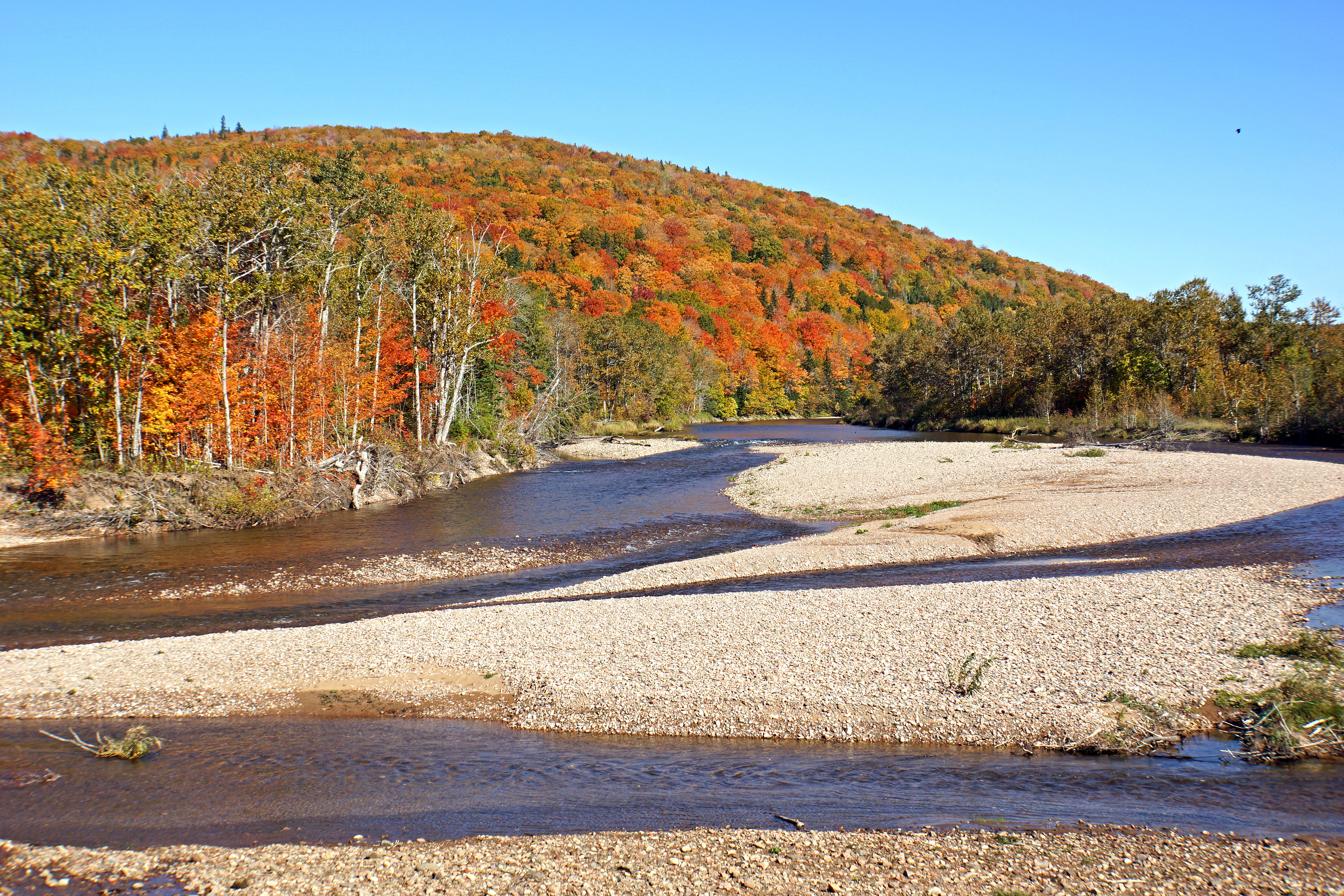
Río Margaret

En enero de 2016 había 68 áreas silvestres en Nueva Escocia. Están reguladas por la Ley de Protección de Áreas Silvestres, bajo la responsabilidad del Departamento de Medio Ambiente de Nueva Escocia, y son áreas en las que están prohibidas la extracción de recursos, el desarrollo, el uso de vehículos y actividades similares. Se permite la caza, la captura con trampas y la pesca.
Área silvestre de Alder Grounds; Área silvestre del lago Boggy; Área silvestre de Bonnet Lake Barrens; Área silvestre de Bowers Meadows; Área silvestre de Canso Coastal Barrens; Área silvestre de Clattenburgh Brook; Área silvestre del lago Cloud; Área silvestre del río Economy; Área silvestre de Eigg Mountain-James River; Área silvestre del río French; Área silvestre de Gabarus; Área silvestre del lago Gully; Área silvestre Jim Campbells Barren; Área silvestre del lago Rossignol; Área silvestre del río Liscombe; Área silvestre del río Margaree; Área silvestre del lago McGill; Área silvestre del río Middle; Área silvestre del río North; Área silvestre del lago Ogden Round; Área silvestre Pollets Cove-Aspy Fault; Área silvestre del río Portapique; Área silvestre de la isla Scatarie; Área silvestre de Ship Harbour Long Lake; Área silvestre de Sugarloaf Mountain; Área silvestre de Tangier Grand Lake; Área silvestre de la Bahía Terence; Área silvestre de The Big Bog; Área silvestre del río Tidney; Área silvestre de Tobeatic; Área silvestre de Waverley–Salmon River Long Lake; Área silvestre de White Lake

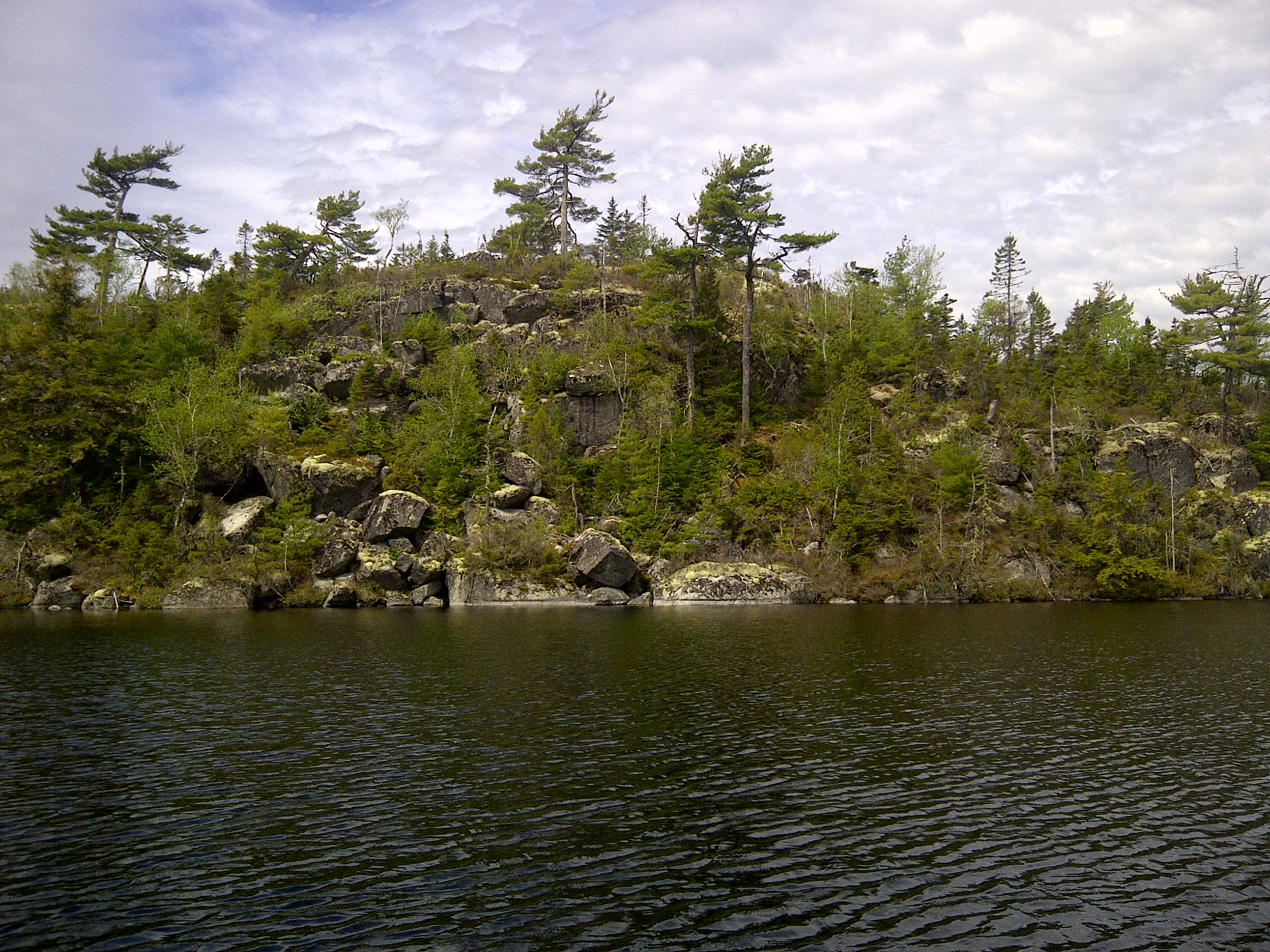
Área silvestre de White Lake

En enero de 2016 había 70 reservas naturales en Nueva Escocia. Se trata de sitios ecológicos regulados por la Ley de Protección de Lugares Especiales, una ley que también protege los sitios arqueológicos, históricos y paleontológicos. Son áreas con ecosistemas naturales especiales, especies vegetales y animales, características y procesos naturales. Son áreas que proporcionan campos de investigación o educación, pero en las que las actividades recreativas están restringidas.
Lago Abraham; Bornish Hill; Duncans Cove; Great Barrens y lagos Quinan; MacFarlane Woods; Lago Panuke; Lago Ponhook; Quinns Meadow; River Inhabitants; Roman Valley; Lago Rush; Lago Sloans; Spinneys Heath; Lago Sporting; Río Washabuck.

## División administrativa
La gobernanza a nivel municipal está a cargo de 50 municipios, de los cuales hay tres tipos: municipios regionales, ciudades y municipios de condado o distrito. Las aldeas pueden existir dentro de los municipios de condado o distrito, con una autoridad limitada y un consejo electo.

Nueva Escocia está dividida en 18 condados. Nueve de los 18 condados originales conservan un gobierno a nivel de condado, mientras que el resto están gobernados por municipios regionales o de distrito.  

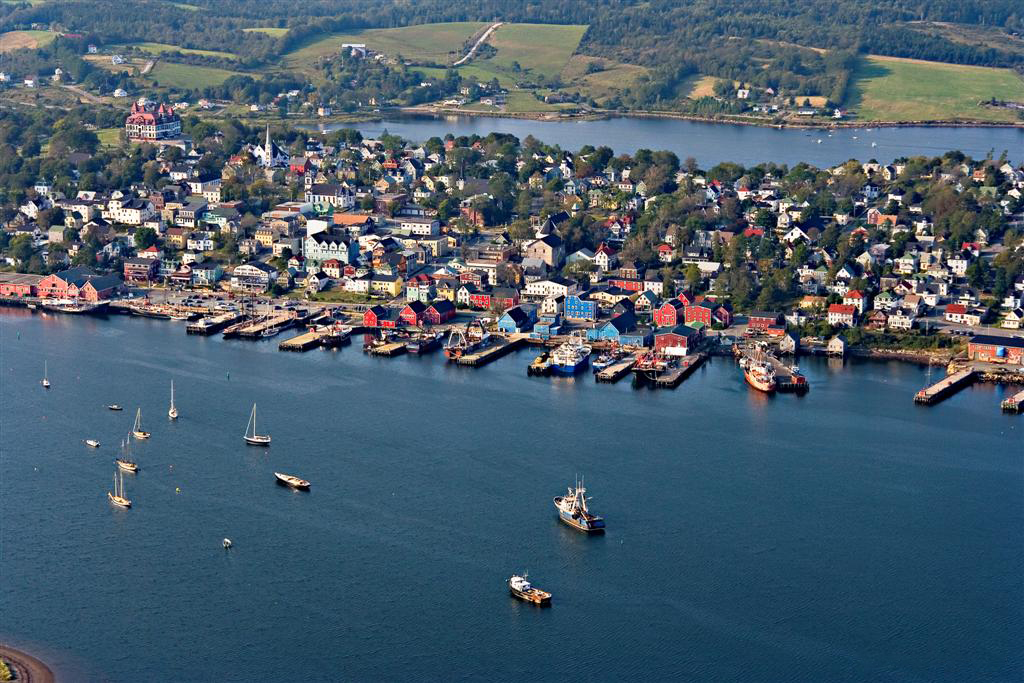
Condado de Lunenburg en Nueva Escocia

Los municipios regionales coinciden con las fronteras de los condados históricos, mientras que los condados históricos gobernados por municipios de distrito se dividen en dos municipios de distrito cada uno. A pesar de ello, Statistics Canada utiliza todos los condados de Nueva Escocia para administrar el censo y presentar sus datos, y los habitantes de Nueva Escocia siguen utilizándolos en el lenguaje común como identificadores geográficos. 
Hay tres municipios regionales. Pueden constituirse en virtud de la Ley de Gobierno Municipal (MGA) de 1998, que entró en vigor el 1 de abril de 1999, mientras que las ciudades, los municipios de condado y los municipios de distrito siguen siendo municipios en virtud de la MGA. La MGA otorga a los ayuntamientos la facultad de elaborar ordenanzas municipales para «la salud, el bienestar, la seguridad y la protección de las personas» y «la seguridad y la protección de la propiedad», además de algunas facultades expresas.

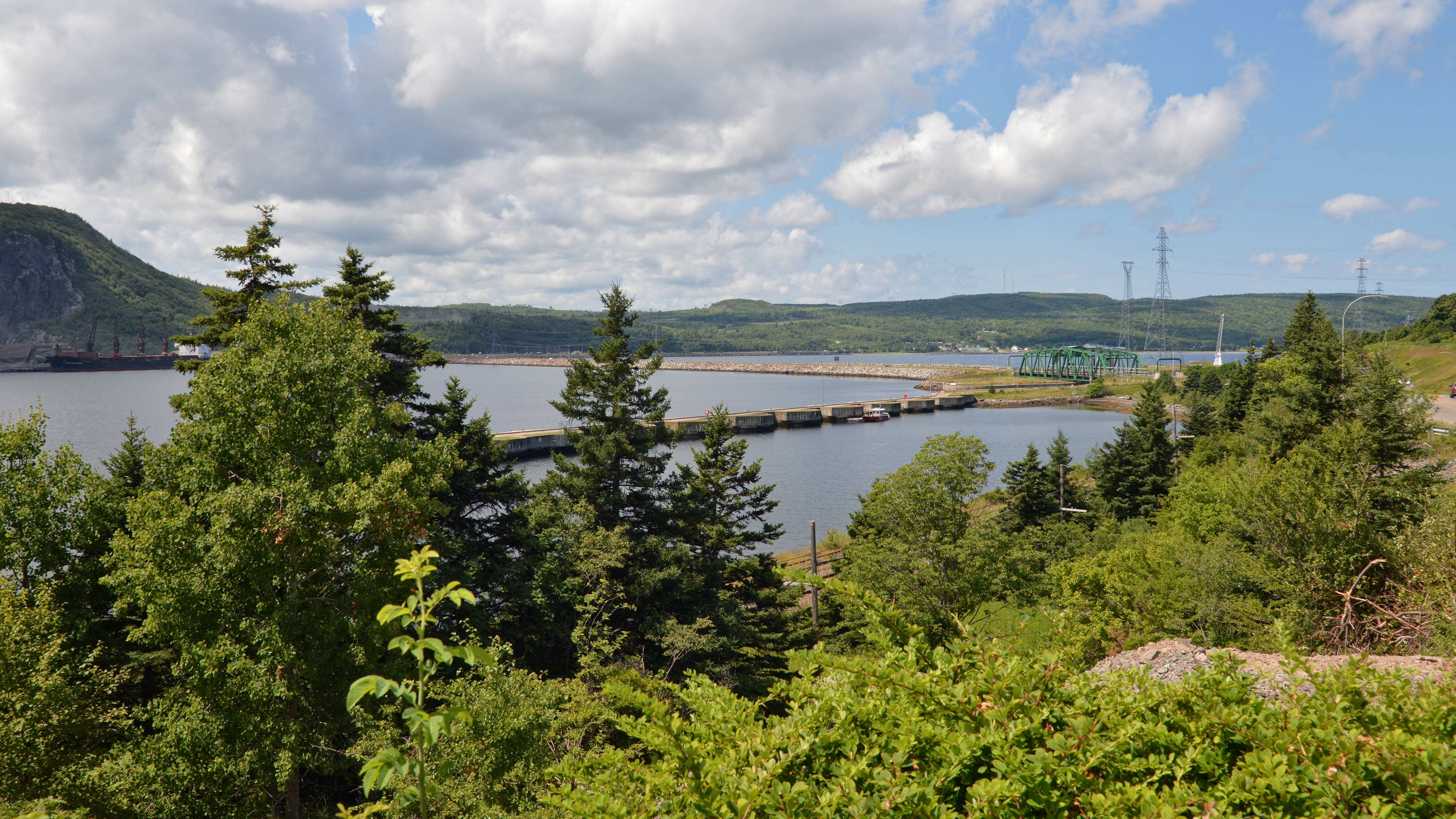
Estrecho de Canso Condado de Guysborough

El municipio regional de Halifax es la capital y el municipio más grande de Nueva Escocia en términos de población, con 403 131 habitantes, lo que representa el 44 % de la población total de la provincia, y una superficie de 5490,35 kilómetros cuadrados (2119,84 millas cuadradas). Pictou fue el primer municipio en constituirse el 4 de mayo de 1874, y los municipios más recientes son Halifax y la Región del Municipio de Queens, que se fusionaron en su actual forma de gobierno municipal regional el 1 de abril de 1996.
Hay 26 ciudades, nueve municipios de condado y 12 municipios de distrito.
Los 10 condados más poblados de la provincia:

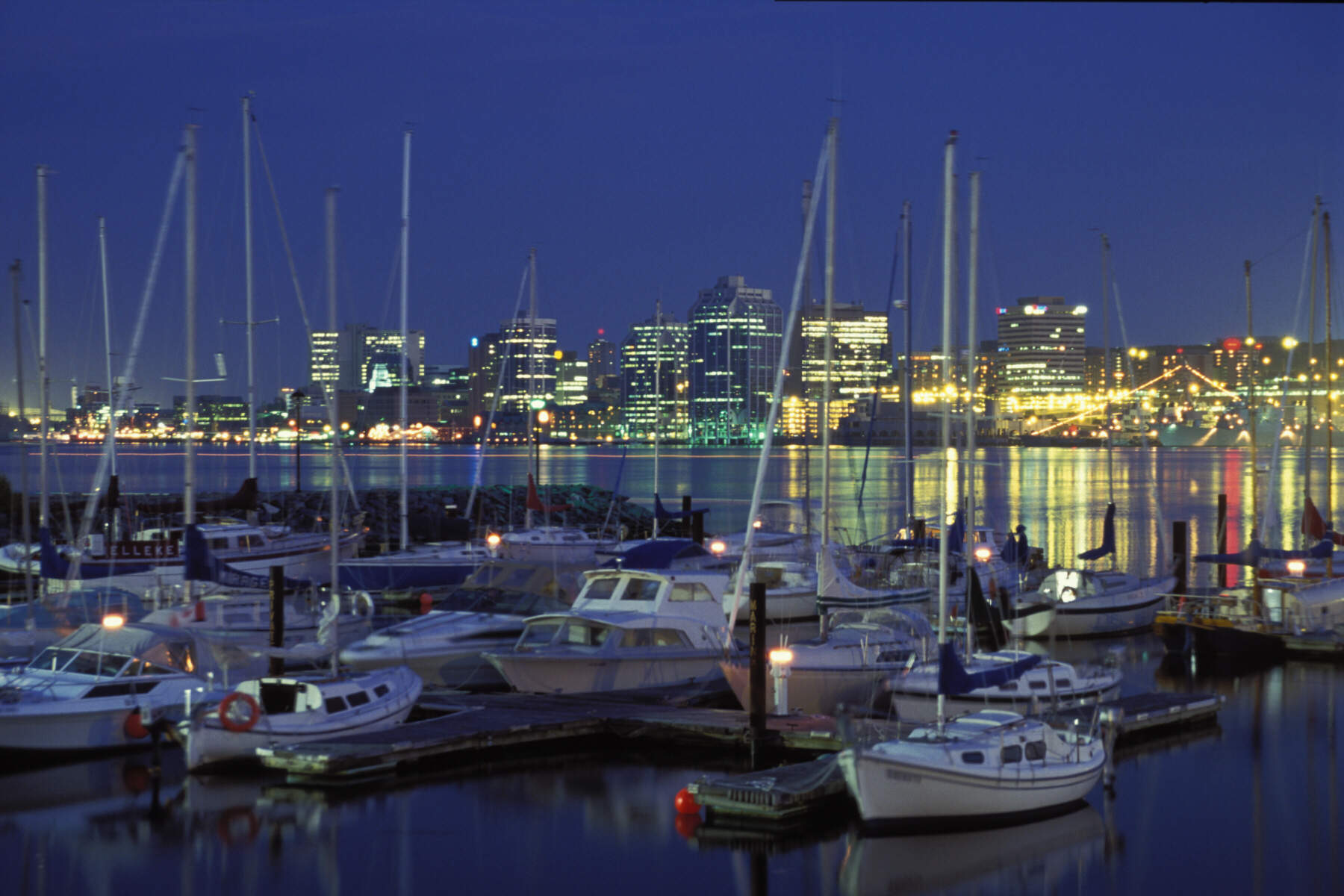
Halifax, la capital provincial.

| Condados               | 2006    | 2011    |
| Condado de Halifax     | 372 858 | 390 328 |
| Condado de Cabo Bretón | 105 928 | 101 619 |
| Condado de Kings       | 60 035  | 60 589  |
| Condado de Colchester  | 50 023  | 50 986  |
| Condado de Lunenburg   | 47 150  | 47 313  |
| Condado de Pictou      | 46 513  | 45 643  |
| Condado de Hants       | 41 182  | 42 304  |
| Condado de Cumberland  | 32 046  | 31 353  |
| Condado de Yarmouth    | 26 277  | 25 275  |
| Condado de Annapolis   | 21 438  | 20 756  |

## Economía
La economía de Nueva Escocia se basa actualmente en el sector servicios y el sector industrial, aunque sigue manteniendo presencia el sector primario.

### Agricultura, ganadería y pesca

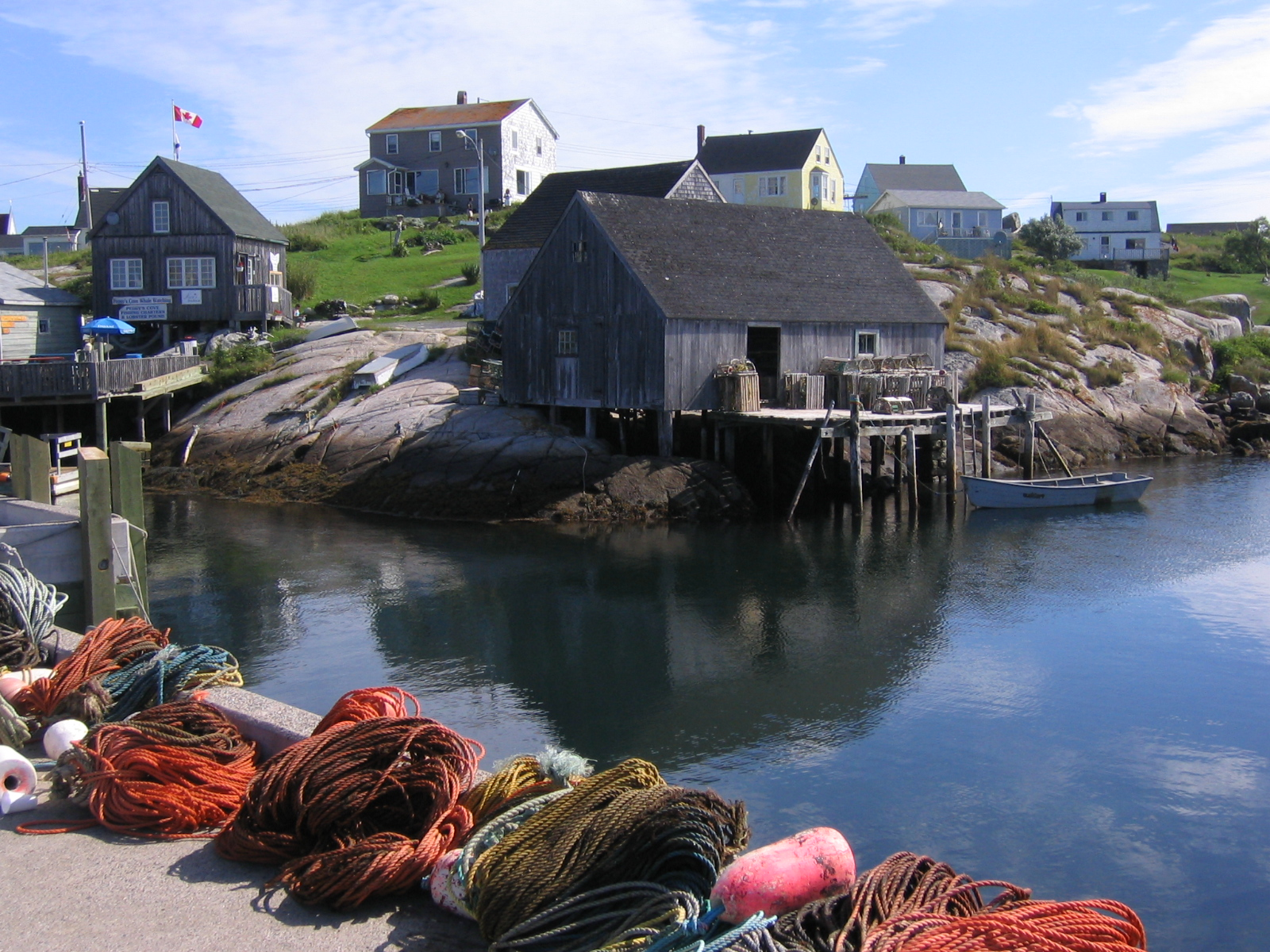
Puerto de Peggys Cove.

En el sector primario, por lo que respecta a la agricultura, destaca la producción de fruta, especialmente manzanas, y patatas. En la ganadería tiene presencia la avicultura y el ganado porcino, a lo que se une una cabaña bovina generadora de productos lácteos.
También existe una activa industria de tipo forestal, dedicada a la explotación de los bosques del territorio.
Por otro lado, es igualmente importante la pesca de langostas, bivalvos (destacando las vieiras) o bacalao, especialmente.

### Industria
Posee igualmente una activa industria, relacionada con las actividades pesqueras y con la industria alimentaria en general, pero también industria papelera, de equipos de transporte.

### Turismo
En 2024, más de 2 millones de no residentes visitaron Nueva Escocia. La mayoría de los visitantes proceden de otras partes de Canadá, siendo el mercado extranjero más importante el estadounidense, con más de 172 000 visitas. Esta industria aporta aproximadamente 3500 millones de dólares anuales a la economía.

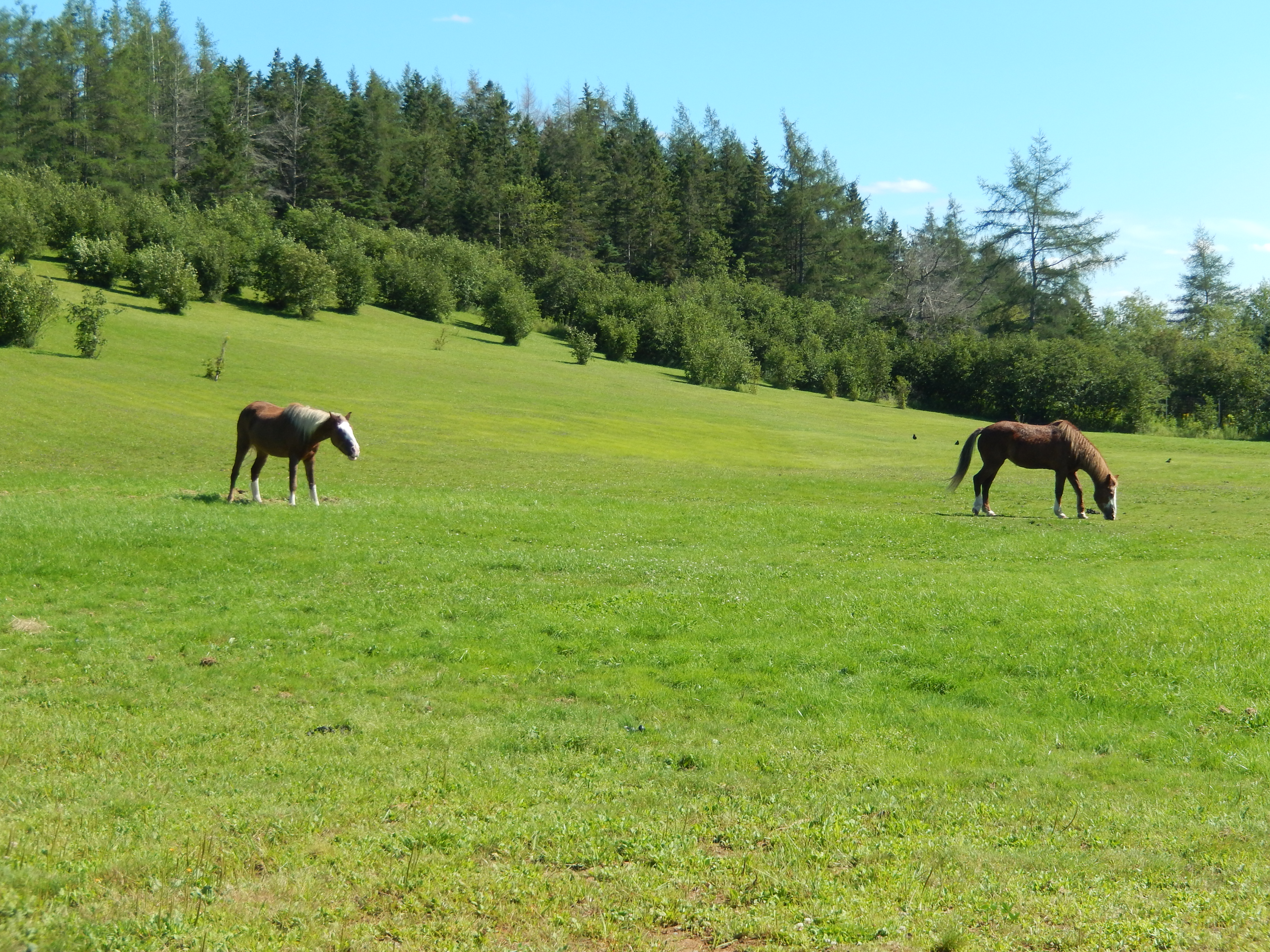
Caballos en la Isla Sable parte del Parque de vida silvestre Shubenacadie

La industria turística de Nueva Escocia muestra la cultura, los paisajes y el litoral de la provincia. Nueva Escocia cuenta con numerosos museos que reflejan su historia y cultura, entre los que se incluyen el Glooscap Heritage Centre, el Grand-Pré National Historic Site, el Hector Heritage Quay y el Black Cultural Centre for Nova Scotia. Otros museos narran la historia de su pasado laboral, como el Museo Cape Breton Miners y el Maritime Museum of the Atlantic.
La provincia cuenta con 87 sitios históricos nacionales de Canadá, entre los que se incluyen la Habitation at Port-Royal, la Fortaleza de Louisbourg, Grand-Pré y Citadel Hill (Fort George) en Halifax. Fort Anne, situado en la histórica ciudad de Annapolis Royal, data de 1629 y es el primer sitio histórico nacional de Canadá. Uno de los destinos más visitados, según el número de visitantes, es Peggys Cove, que recibe más de 600 000 turistas al año. Lunenburg, otro destino cultural muy popular, es una ciudad portuaria de la costa sur que fue declarada Patrimonio de la Humanidad por la Organización de las Naciones Unidas para la Educación, la Ciencia y la Cultura (UNESCO).

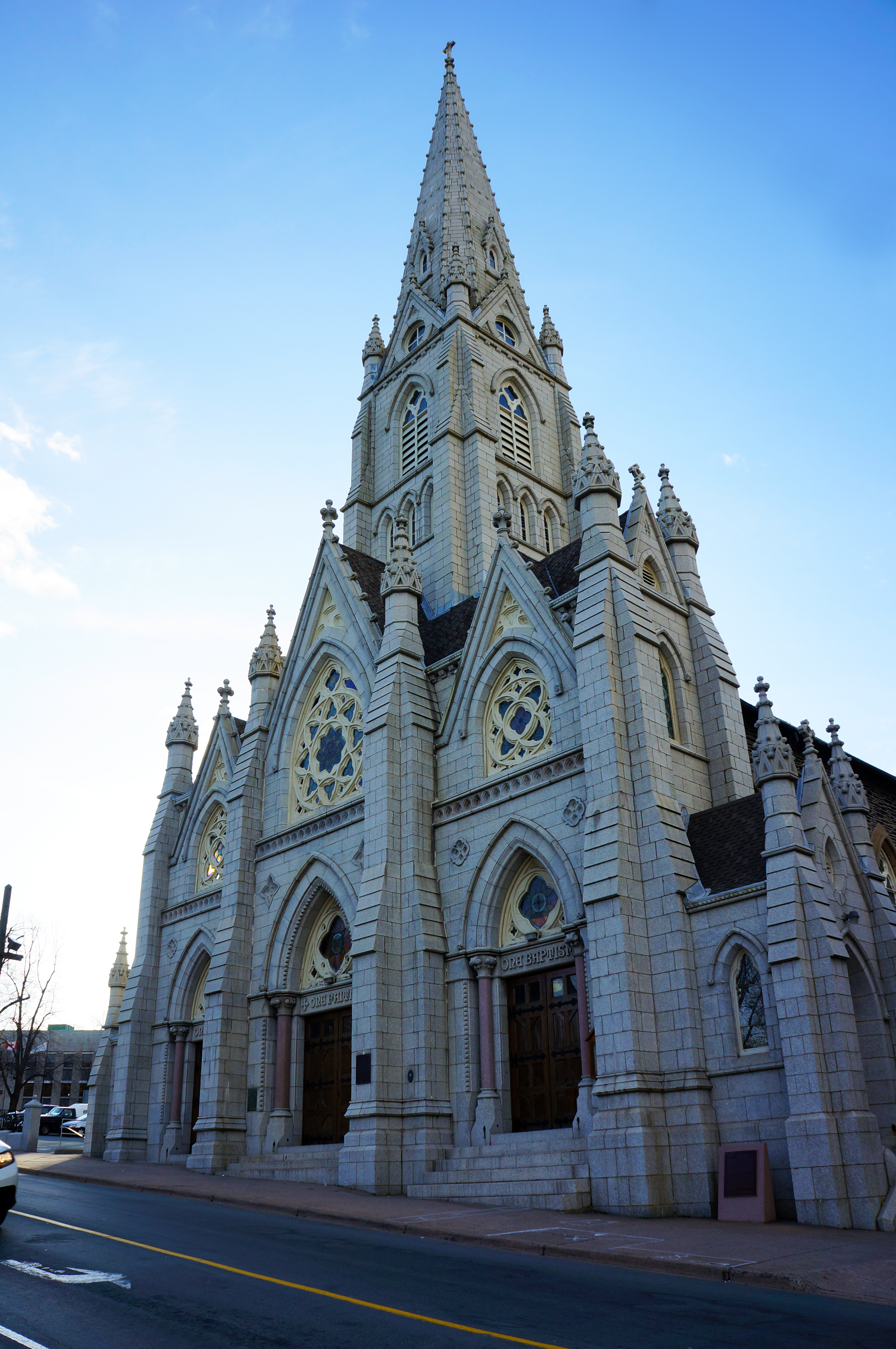
La Catedral Basílica de Santa María en Halifax es un ejemplo de arquitectura Neogótica

El ecoturismo desempeña un papel importante en la industria turística de Nueva Escocia, ya que la provincia alberga dos parques nacionales de Canadá, el Parque Nacional Kejimkujik y el Parque Nacional Cape Breton Highlands, así como una reserva nacional: la Reserva del Parque Nacional Sable Island. Nueva Escocia también cuenta con muchas otras áreas protegidas a nivel municipal, provincial y federal que son destinos populares para los visitantes. 
Algunos lugares populares, como el Parque Provincial Cape Split, han experimentado un aumento espectacular en sus índices de visitas en los últimos años. Nueva Escocia es un destino famoso para el avistamiento de ballenas, en particular la isla de Cabo Bretón y la isla Brier. Uno de los atractivos naturales más buscados de Nueva Escocia son sus playas, con muchos sitios populares repartidos por toda la provincia, entre los que se incluyen el Parque Provincial Melmerby Beach,  la playa Summerville y la playa Crescent Beach, entre muchos otros.
Nueva Escocia cuenta con varios centros de visitantes en las ciudades natales de artistas internacionales como Hank Snow, Rita MacNeil y Anne Murray. También hay numerosos festivales musicales y culturales, como el Stan Rogers Folk Festival, Celtic Colours, el Nova Scotia Gaelic Mod, el Royal Nova Scotia International Tattoo, el Atlantic Film Festival y el Atlantic Fringe Festival.

## Política y Gobierno
Nueva Escocia tiene un sistema parlamentario dentro del marco de una monarquía constitucional; la monarquía en Nueva Escocia es la base de los poderes ejecutivo, legislativo y judicial. El rey soberano Carlos III, desde el 8 de septiembre de 2022, es el rey de Nueva Escocia, que también ejerce como jefe de Estado de otros 14 países de la Commonwealth, de las otras nueve provincias de Canadá y del reino federal canadiense, pero reside en el Reino Unido. Como tal, el representante del rey, el vicegobernador de Nueva Escocia (Arthur Joseph LeBlanc fue el 33.º vicegobernador entre 2017 y 2024), lleva a cabo la mayoría de las funciones reales en Nueva Escocia.

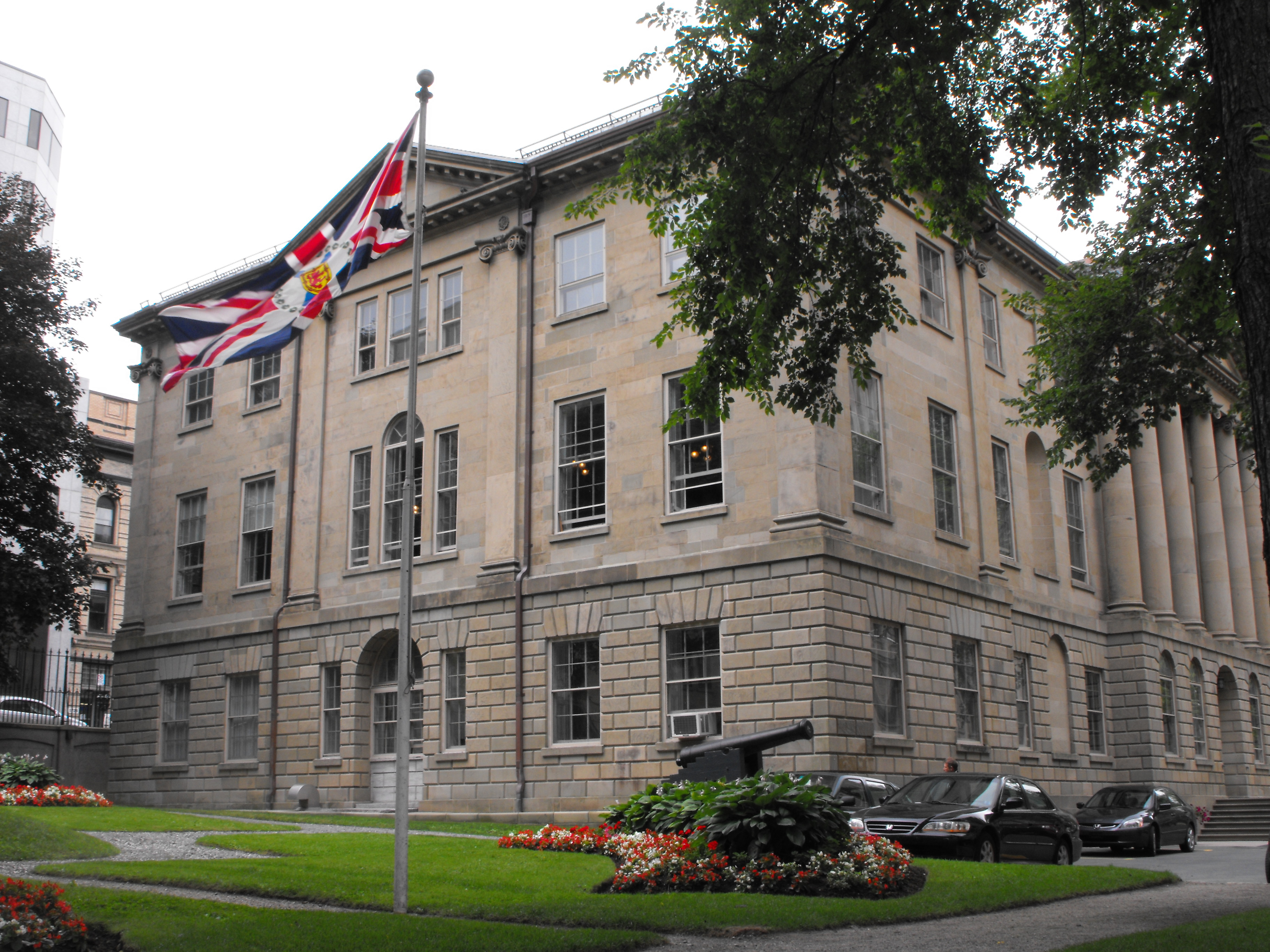
Province House o la Casa de la Provincia, Es donde la Asamblea Legislativa de Nueva Escocia, se ha reunido cada año desde 1819.

Sin embargo, la participación directa de las figuras reales y virreinales en cualquiera de estas áreas de gobierno es limitada; en la práctica, el uso de los poderes ejecutivos está dirigido por el Consejo Ejecutivo, un comité de ministros de la Corona responsable ante la Cámara de la Asamblea, elegida y unicameral, y elegido y presidido por el primer ministro de Nueva Escocia (Tim Houston desde 2021), el jefe del gobierno. Para garantizar la estabilidad del gobierno, el vicegobernador suele nombrar primer ministro a la persona que es el líder actual del partido político que puede obtener la confianza de una mayoría en la Asamblea Legislativa. El líder del partido con el segundo mayor número de escaños suele convertirse en el líder de la leal oposición de Su Majestad (Zach Churchill de 2022 a 2024) y forma parte de un sistema parlamentario adversario destinado a controlar al gobierno.
Cada uno de los 51 miembros de la Asamblea Legislativa de la Cámara de la Asamblea es elegido por mayoría simple en un distrito electoral o circunscripción. Las elecciones generales deben ser convocadas por el vicegobernador siguiendo el consejo del primer ministro, o pueden ser provocadas por la pérdida de confianza del gobierno en la Cámara. Hay tres partidos políticos dominantes en Nueva Escocia: el Partido Liberal, el Nuevo Partido Democrático y el Partido Conservador Progresista. Los otros dos partidos registrados son el Partido Verde de Nueva Escocia y el Partido Atlántico, ninguno de los cuales tiene escaños en la Asamblea Legislativa.

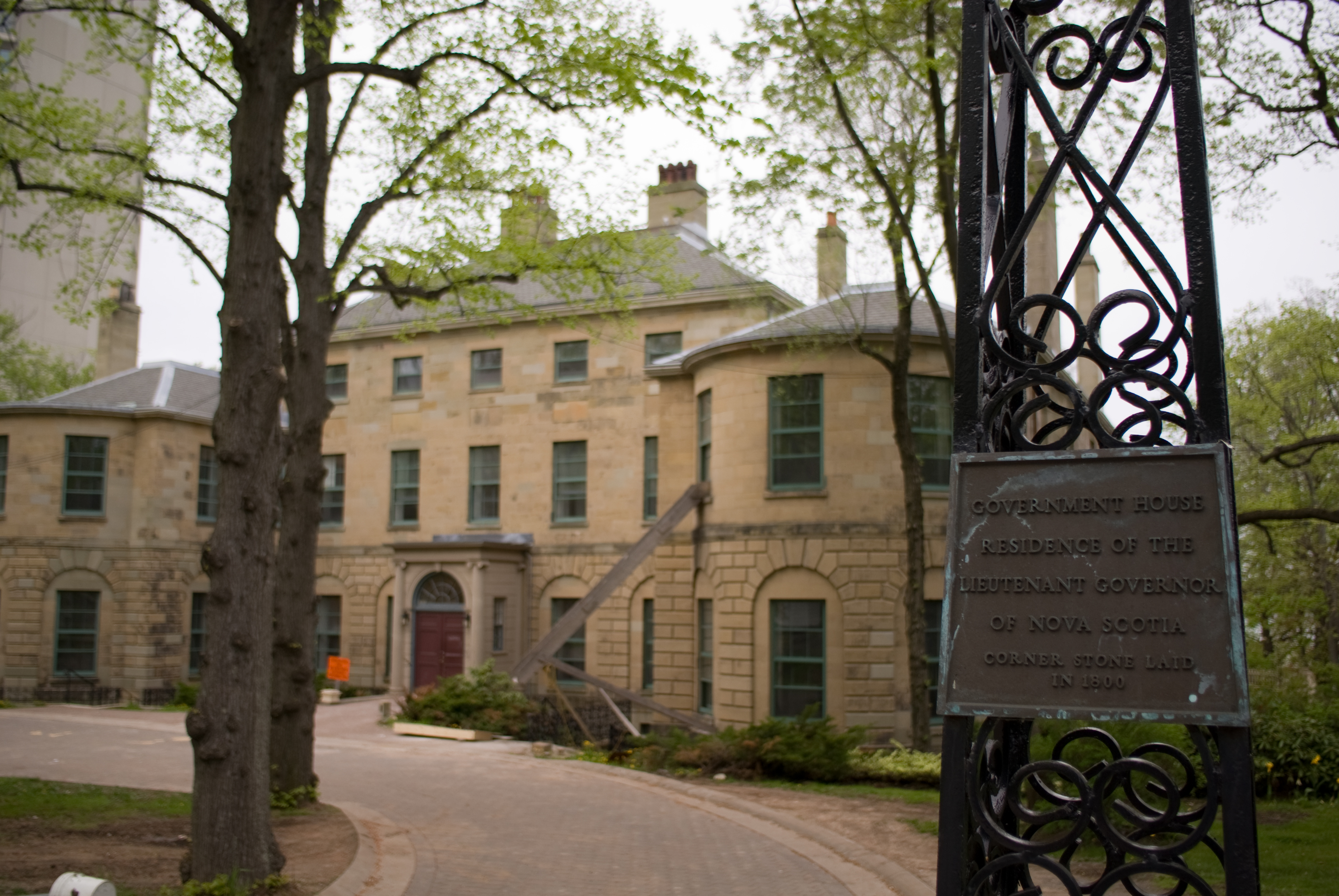
Casa de Gobierno o Government House residencia oficial del Vicegobernador de Nueva Escocia

Los ingresos de la provincia provienen principalmente de los impuestos sobre la renta de las personas físicas y jurídicas, aunque también son importantes los impuestos sobre el tabaco y el alcohol, su participación en la Atlantic Lottery Corporation y las regalías del petróleo y el gas. En 2006-2007, la provincia aprobó un presupuesto de 6900 millones de dólares, con un superávit previsto de 72 millones de dólares. Los pagos federales de igualación representan 1385 millones de dólares, es decir, el 20,07 % de los ingresos provinciales. La provincia participa en el Impuesto Armonizado sobre las Ventas (HST), un impuesto combinado sobre las ventas recaudado por el gobierno federal mediante el sistema del Impuesto sobre Bienes y Servicios (GST).

El 21 de julio de 2022, Nueva Escocia se convirtió en la segunda provincia de Canadá en regular los juegos de azar en línea con el lanzamiento de su propio casino en línea a través de la Atlantic Lottery Corporation (ALC). El sitio aportará beneficios a la economía y proporcionará a los residentes un lugar seguro para jugar en línea.

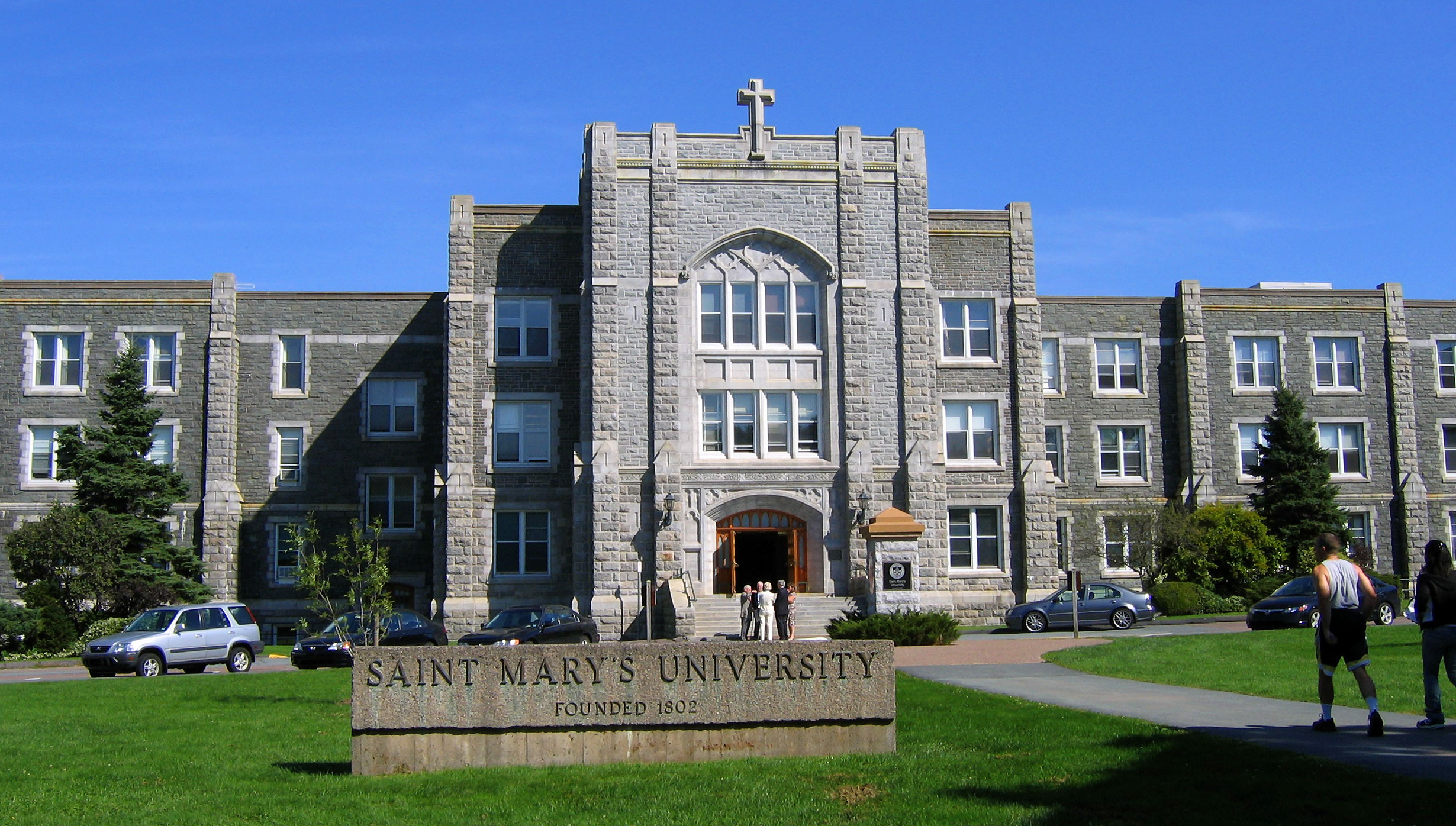
Universidad de Santa María en Halifax

## Educación
El Ministro de Educación es responsable de la administración y la impartición de la educación, tal y como se define en la Ley de Educación y otras leyes relacionadas con los colegios, las universidades y las escuelas privadas. Las competencias del Ministro y del Departamento de Educación están definidas por los reglamentos ministeriales y limitadas por los reglamentos del Gobernador en Consejo.

Todos los niños menores de 16 años están obligados por ley a asistir a la escuela, a menos que sus padres les impartan educación en el hogar. El sistema educativo de Nueva Escocia se divide en ocho regiones diferentes, entre las que se incluyen: Tri-County (22 escuelas), Annapolis Valley (42 escuelas), South Shore (25 escuelas), Chignecto-Central (67 escuelas), Halifax (135 escuelas), Strait (20 escuelas) y Cape Breton-Victoria Regional Centre for Education (39 escuelas).

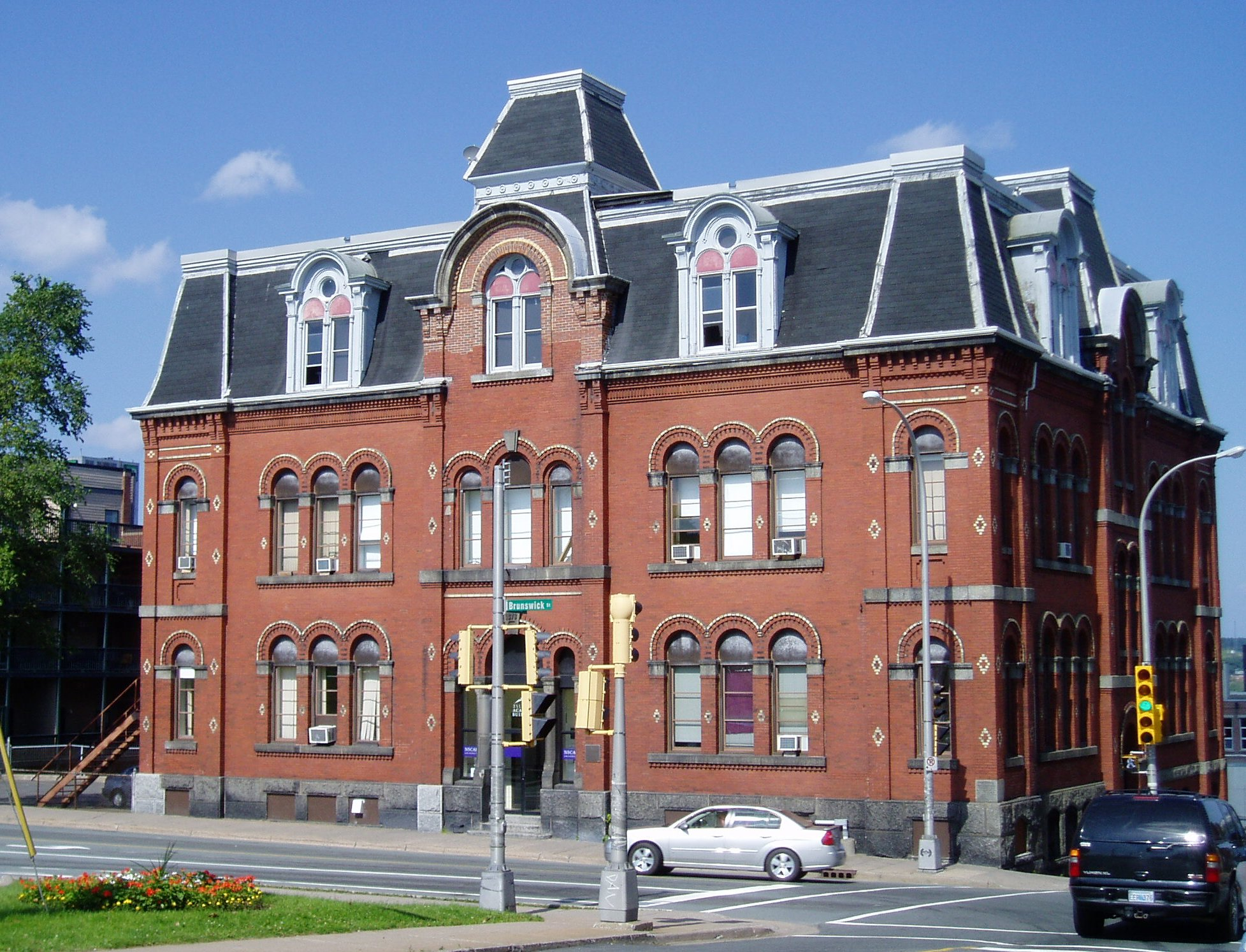
Universidad de Arte y Diseño de Nueva Escocia

Nueva Escocia cuenta con más de 450 escuelas públicas para niños. El sistema público ofrece educación desde primaria hasta el grado 12. También hay escuelas privadas en la provincia. La educación pública está administrada por siete juntas escolares regionales, responsables principalmente de la enseñanza del inglés y la inmersión en francés, y a nivel provincial por el Conseil Scolaire Acadien Provincial, que administra la enseñanza del francés a los estudiantes cuya lengua materna es el francés.
El sistema de colegios comunitarios de Nueva Escocia cuenta con 13 campus repartidos por toda la provincia. Centrado en la formación y la educación, el colegio se fundó en 1988 mediante la fusión de las antiguas escuelas de formación profesional de la provincia. Además del sistema provincial de colegios comunitarios, hay más de 90 colegios privados registrados en Nueva Escocia.
Las instituciones de educación superior incluyen a:
- Universidad de Acadia
- Escuela de Teología Atlantic
- Colegio Gaélico de Artes y Artesanías CeltasUniversidad de Cape Breton
- Universidad de Dalhousie

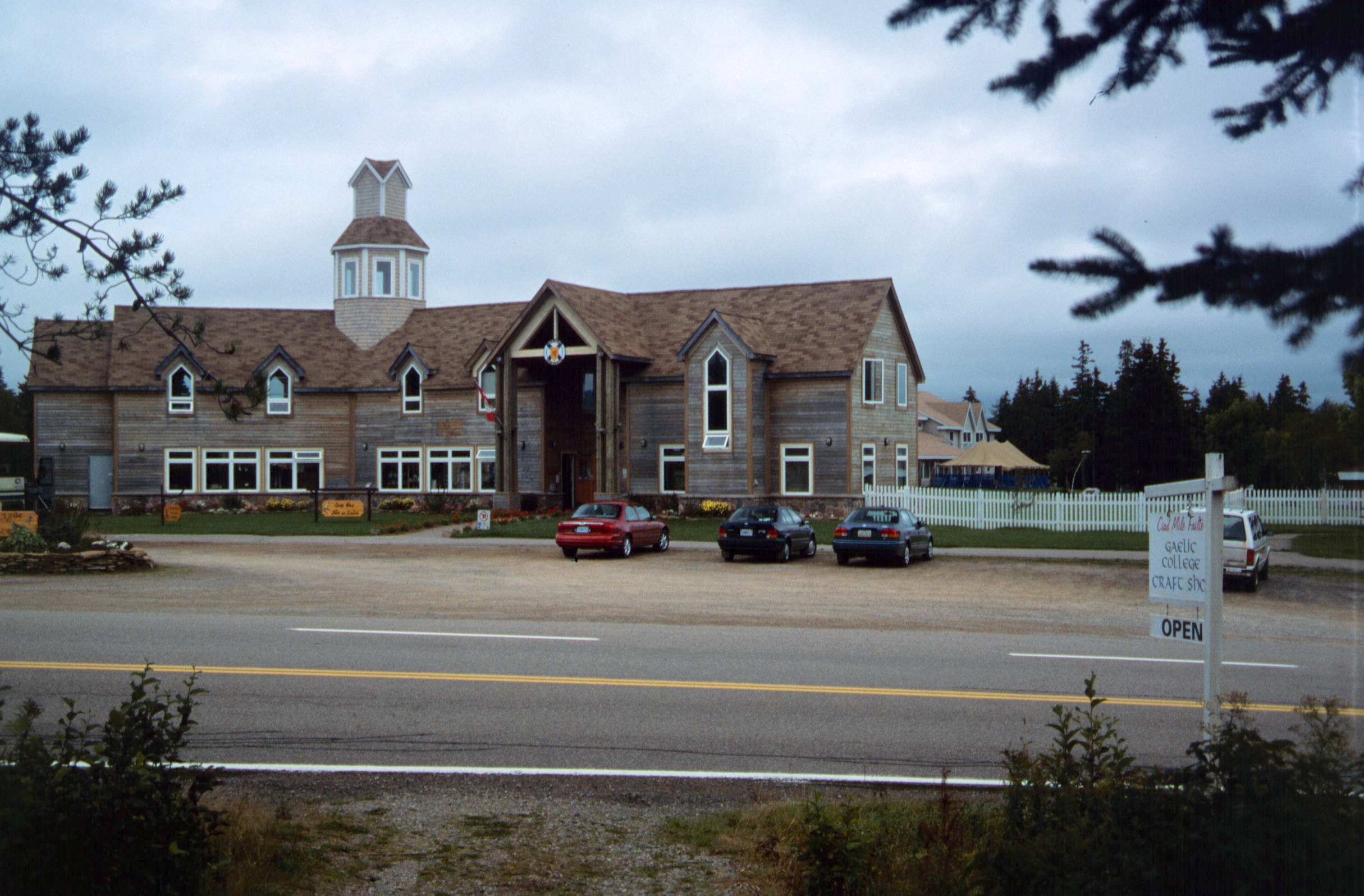
Colegio Gaélico de Artes y Artesanías Celtas

- Universidad de Mount Saint Vincent
- Colegio Agrícola de Nueva Escocia
- Universidad NSCAD
- Universidad de Santa María
- Universidad de Francisco Javier
- Université Sainte-Anne
- Universidad de King’s College

## Cultura

### Gastronomía

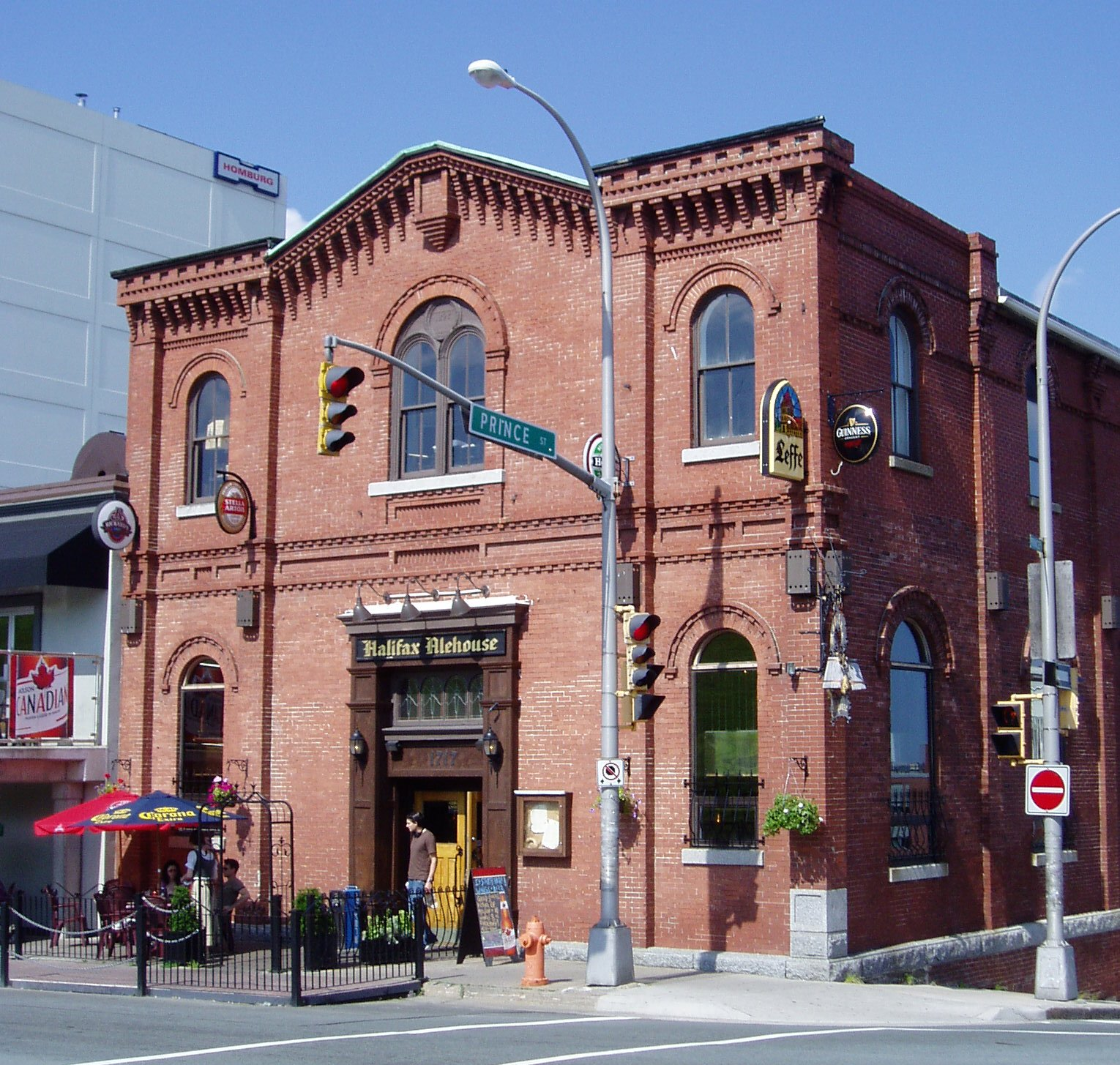
Una taberna en Halifax

La gastronomía de Nueva Escocia es típicamente canadiense, con especial énfasis en el marisco local típico del Atlántico noroccidental. Nueva Escocia es famosa por sus vieiras, especialmente las de la zona de Digby. Como importante productor de langosta (Nueva Escocia suministró casi el 46 % del total de las capturas de langosta de Canadá en 2021), este marisco es muy habitual en los restaurantes de Nueva Escocia y en las variantes novascotianas de los platos de marisco. Un plato endémico (en el sentido de «peculiar» y «originario») es el donair de Halifax, una variante lejana del doner kebab que se prepara con finas lonchas de ternera y una salsa dulce de leche condensada.  Una variante endémica del hodge-podge escocés es un plato veraniego muy popular en Nueva Escocia. A diferencia del plato escocés, la variante de Nueva Escocia no suele llevar carne, sino verduras de temporada como zanahorias, patatas nuevas y judías en un caldo cremoso y sabroso.
La provincia es conocida por sus vinos y produce su propia denominación de origen, Tidal Bay, que debe elaborarse exclusivamente con uvas 100 % de Nueva Escocia para poder recibir legalmente la denominación.  Nueva Escocia también cuenta con una dinámica industria cervecera artesanal, con más de 50 cervecerías artesanales repartidas por toda la provincia. Muchas destilerías de renombre tienen su sede en la provincia, entre ellas Glenora Distillery, que produce el primer whisky de malta de Norteamérica.
Como importante provincia productora de arándanos (esta fruta es la mayor exportación agrícola anual de Nueva Escocia, con una cosecha que supera los veintitrés millones de kilogramos, cincuenta millones de libras al año), la fruta ocupa un lugar destacado en muchos postres tradicionales de la provincia. Cabe destacar que el blueberry grunt (un postre) es originario de Nueva Escocia. El sabor de helado conocido como moon mist también es endémico de Nueva Escocia y es muy popular en las heladerías de la provincia.

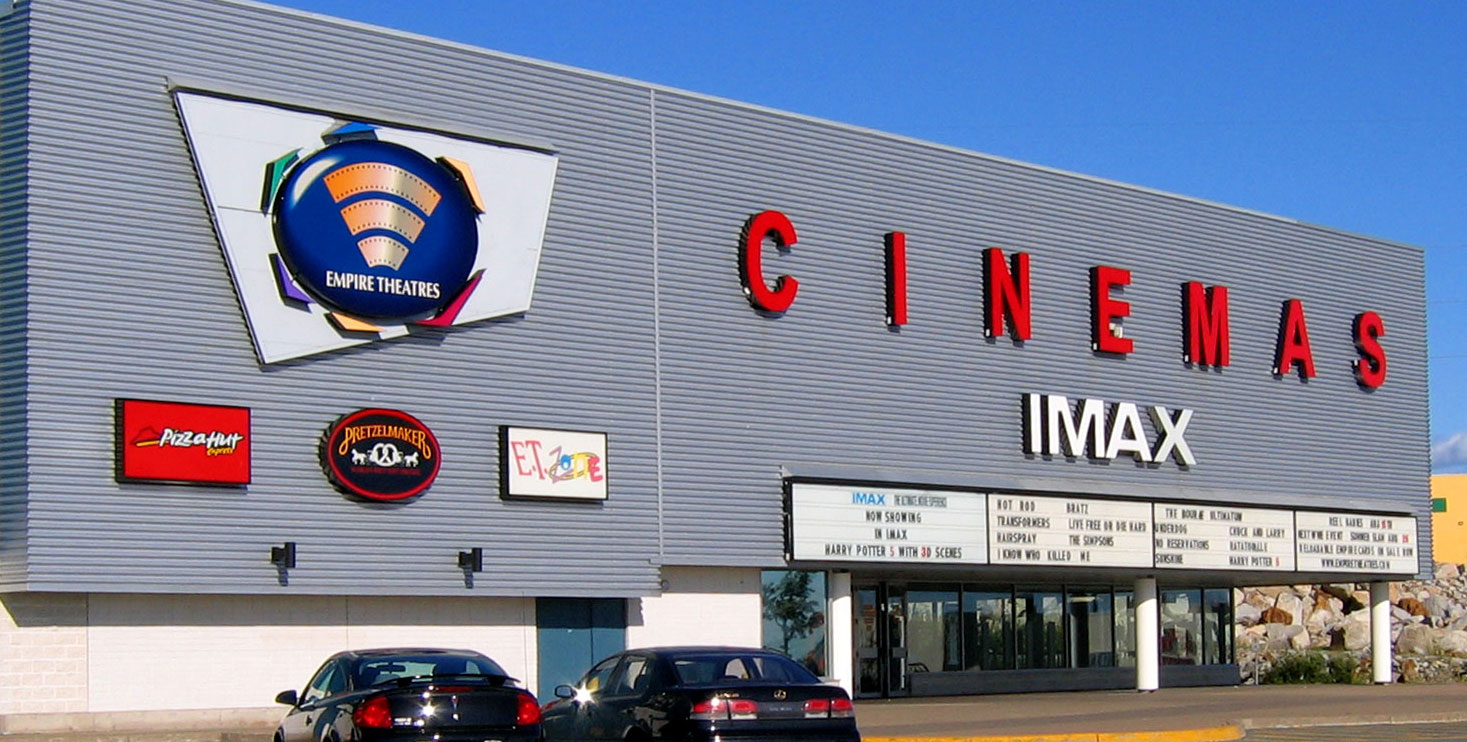
Una sala de Cine en Halifax, Nueva Escocia

### Cine y Televisión
Nueva Escocia ha dado lugar a numerosos actores de cine. Elliot Page, nominado al Óscar (Juno, Origen), nació en Halifax, Nueva Escocia; Arthur Kennedy, cinco veces nominado al Óscar (Lawrence de Arabia, High Sierra), consideraba Nueva Escocia su hogar; y Donald Sutherland, dos veces ganador del Globo de Oro (MASH, Gente corriente), pasó la mayor parte de su juventud en la provincia. Otros actores son John Paul Tremblay, Robb Wells, Mike Smith y John Dunsworth, de Trailer Park Boys, y la actriz Joanne Kelly, de Warehouse 13.

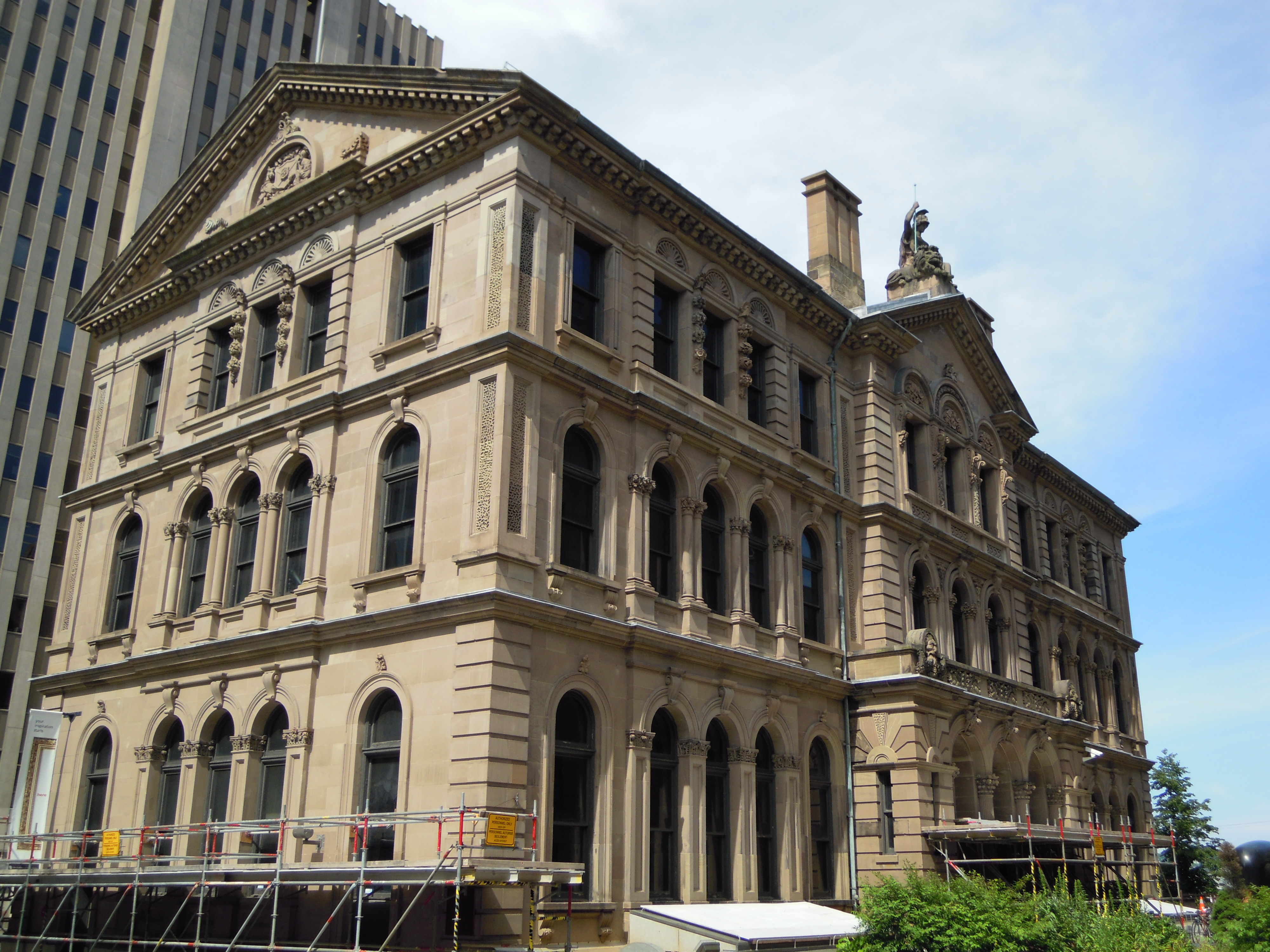
Galería de Arte de Nueva Escocia

Nueva Escocia también ha dado numerosos directores de cine, como Thom Fitzgerald (The Hanging Garden), Daniel Petrie (Resurrection, nominada a los premios Óscar) y el director acadio Phil Comeau, ganador de múltiples premios por su historia local (Le Secret de Jérôme).
Las historias de Nueva Escocia son el tema de numerosas películas: Margaret's Museum (protagonizada por Helena Bonham Carter); The Bay Boy (dirigida por Daniel Petrie y protagonizada por Kiefer Sutherland); New Waterford Girl; The Story of Adele H. (la historia del amor no correspondido de Adèle Hugo); y dos películas de Evangeline (una protagonizada por Miriam Cooper y otra por Dolores del Río).
Nueva Escocia cuenta con una importante industria cinematográfica. La producción de largometrajes comenzó en Canadá con Evangeline (1913), realizada por Canadian Bioscope Company en Halifax, que estrenó seis películas antes de cerrar. La película se ha perdido. Algunos de los largometrajes galardonados rodados en parte en la provincia incluyen Titanic (protagonizada por Leonardo DiCaprio y Kate Winslet); The Shipping News (protagonizada por Kevin Spacey y Julianne Moore); K-19: The Widowmaker (protagonizada por Harrison Ford y Liam Neeson); Amelia (protagonizada por Hilary Swank, Richard Gere y Ewan McGregor) y The Lighthouse (protagonizada por Robert Pattinson y Willem Dafoe).
Nueva Escocia también ha producido numerosas series de televisión: This Hour Has 22 Minutes, Don Messer's Jubilee, Black Harbour, Haven, Trailer Park Boys, Mr. D, Call Me Fitz, FROM, Theodore Tugboat y Sullivan's Crossing (serie de televisión). La serie de películas Jesse Stone, protagonizada por Tom Selleck y emitida por la CBS, también se producía habitualmente en la provincia.

### Bellas Artes
Halifax alberga instituciones como la Universidad de Arte y Diseño de Nueva Escocia (Nova Scotia College of Art and Design University), la Galería de Arte de Nueva Escocia (Art Gallery of Nova Scotia), el Teatro Neptune y el Centro de Artes Dalhousie (Dalhousie Arts Centre). La provincia es sede de arte visual vanguardista y artesanía tradicional, escritura y publicación, así como de una industria cinematográfica.
Gran parte de las esculturas históricas de arte público de la provincia fueron realizadas por el escultor neoyorquino J. Massey Rhind, así como por los escultores canadienses Hamilton MacCarthy, George Hill, Emanuel Hahn y Louis-Philippe Hébert. Algunas de estas obras de arte público también fueron creadas por el novaescocés John Wilson. El novaescocés George Lang fue un escultor de piedra que también construyó muchos edificios emblemáticos de la provincia, entre ellos el monumento a Welsford-Parker. Dos valiosas esculturas/monumentos de la provincia se encuentran en la iglesia de St. Paul (Halifax): una de John Gibson (para Richard John Uniacke, Jr.) y otra de Sir Francis Leggatt Chantrey (para Amelia Ann Smyth). Tanto Gibson como Chantry fueron famosos escultores británicos de la época victoriana y tienen numerosas esculturas en la Tate, el Museo de Bellas Artes de Boston y la Abadía de Westminster.
Algunos de los pintores más importantes de la provincia fueron Maud Lewis, William Valentine, Maria Morris, Jack L. Gray, Ernest Lawson, Frances Bannerman, Alex Colville y el retratista de barcos John O'Brien. Algunos de los artistas más destacados cuyas obras han sido adquiridas por Nueva Escocia son el artista británico Joshua Reynolds (colección de la Galería de Arte de Nueva Escocia); William Gush y William J. Weaver (ambos tienen obras en la Casa de la Provincia); Robert Field (Casa del Gobierno), así como los destacados artistas estadounidenses Benjamin West (autorretrato en el Club Halifax, retrato del presidente del Tribunal Supremo de Nueva Escocia), John Singleton Copley, Robert Feke y Robert Field (los tres últimos tienen obras en la finca Uniacke). Dos famosos fotógrafos de Nueva Escocia son Wallace R. MacAskill y Sherman Hines. Tres de los ilustradores más destacados fueron George Wylie Hutchinson, Bob Chambers (dibujante) y Donald A. Mackay.

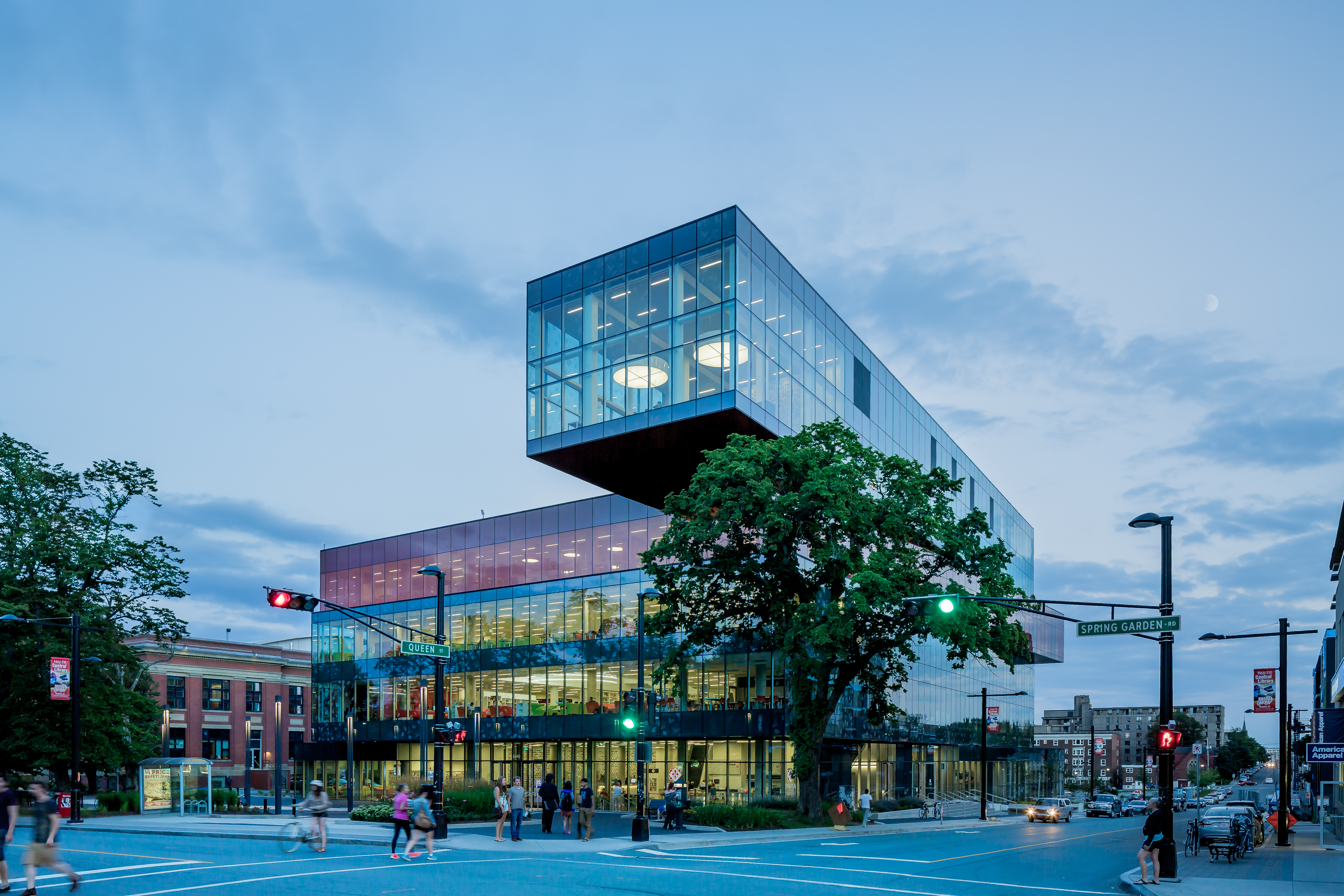
Biblioteca Central de Halifax

### Literatura
Hay numerosos autores de Nueva Escocia que han alcanzado fama internacional: Thomas Chandler Haliburton (El relojero), Alistair MacLeod (Sin grandes problemas), Evelyn Richardson (Mantenemos una luz), Margaret Marshall Saunders (El hermoso Joe), Laurence B. Dakin (Marco Polo) y Joshua Slocum (Navegando solo alrededor del mundo). Otros autores son Johanna Skibsrud (The Sentimentalists), Alden Nowlan (Bread, Wine and Salt), George Elliott Clarke (Execution Poems), Lesley Choyce (Nova Scotia: Shaped by the Sea), Thomas Raddall (Halifax: Warden of the North),Donna Morrissey (Kit's Law) y Frank Parker Day (Rockbound).
Nueva Escocia también ha sido objeto de numerosas obras literarias. Algunos de los éxitos de ventas internacionales son: Last Man Out: The Story of the Springhill Mining Disaster (de Melissa Fay Greene); Curse of the Narrows: The Halifax Explosion 1917 (de Laura MacDonald); «In the Village» (cuento de la autora ganadora del Premio Pulitzer Elizabeth Bishop); y Rough Crossings (de Simon Schama), ganador del Premio del Círculo Nacional de Críticos Literarios. 

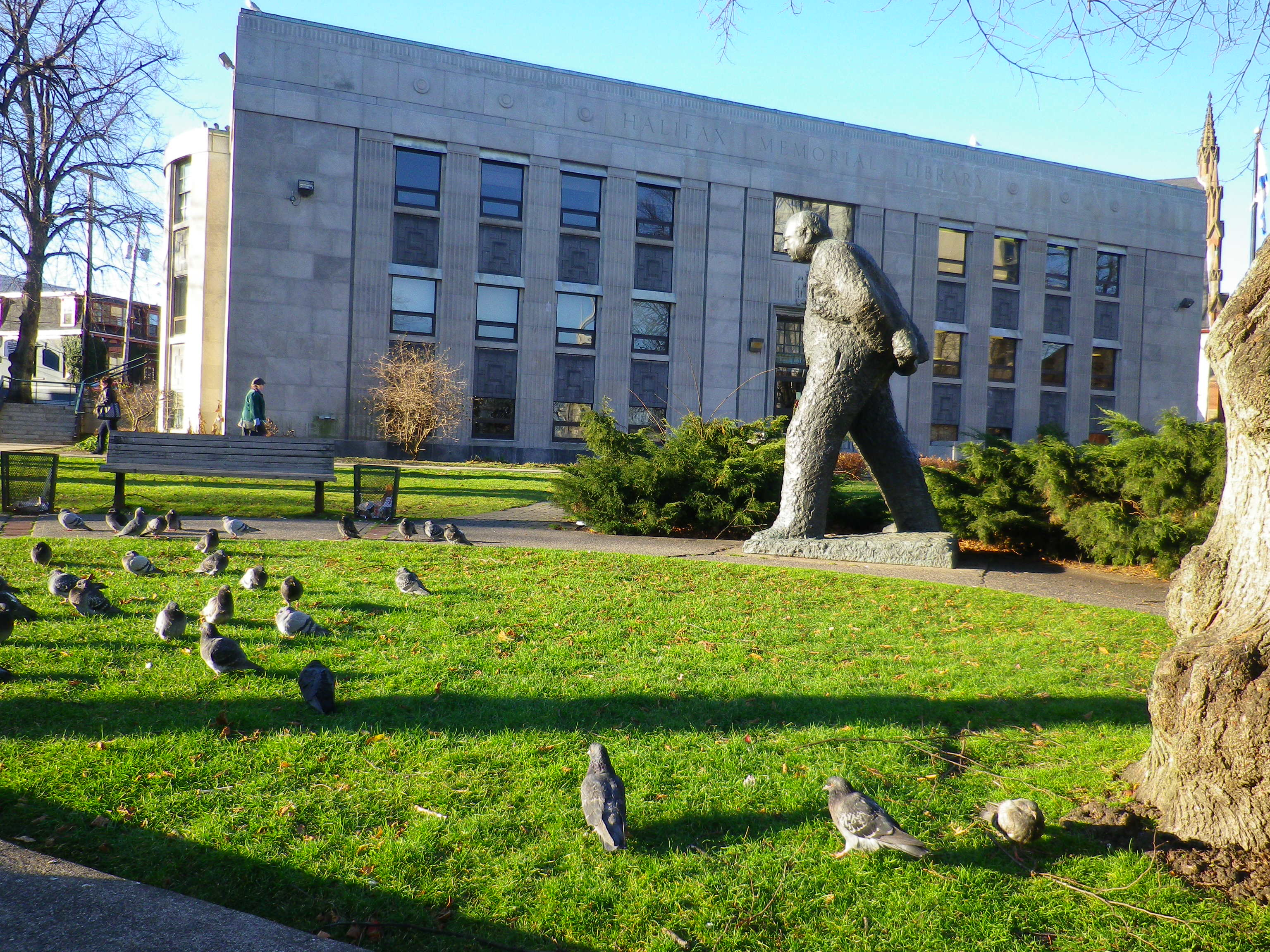
Biblioteca Conmemorativa de Spring Garden Road

Otros autores que han escrito novelas sobre historias de Nueva Escocia son: Linden MacIntyre (The Bishop's Man); Hugh MacLennan (Barometer Rising); Ernest Buckler (The Valley and the Mountain); Archibald MacMechan (Red Snow on Grand Pré), Henry Wadsworth Longfellow (poema largo Evangeline); Lawrence Hill (The Book of Negroes) y John Mack Faragher (Great and Nobel Scheme).

### Medios de Comunicación
El primer periódico que se imprimió en Nueva Escocia fue el Halifax Gazette, el 23 de marzo de 1752. También fue el primer periódico impreso en todo Canadá. Hoy en día existe un único ejemplar del primer número del Gazette, que fue adquirido por la Biblioteca y Archivos de Canadá el 20 de junio de 2002 a la Sociedad Histórica de Massachusetts en Boston.

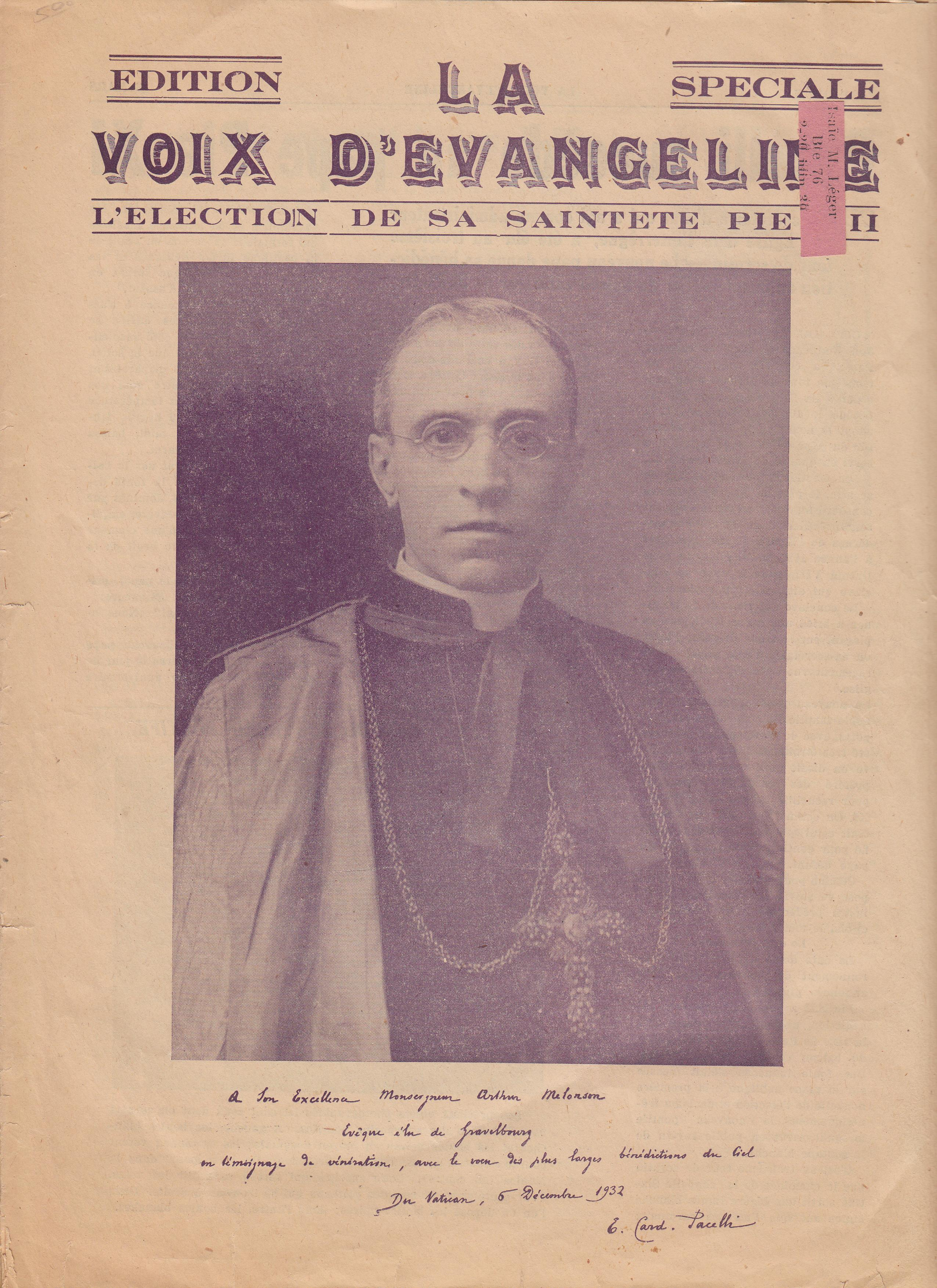
Portada de una edición especial de La Voix d’Évangéline en junio de 1939. Este diario local fue editado en francés entre 1887 y 1982

El papel de periódico fabricado a partir de pulpa de madera fue inventado en 1844 por Charles Fenerty, de Nueva Escocia, y se presentó al Acadian Recorder como un medio de impresión alternativo al papel fabricado a partir de otras fibras vegetales de la época, como el algodón, que normalmente se obtenía a partir de prendas de vestir desechadas.
Fundado en 1874, el principal periódico de gran formato de la provincia es actualmente The Chronicle Herald, que tiene una tirada de 91 152 ejemplares entre semana, cifra que aumenta a 93 178 los sábados (2015). Es el periódico de mayor tirada en la costa atlántica de Canadá. El periódico no se publica los domingos. Es propiedad de SaltWire Network, la mayor empresa de medios de comunicación del Canadá Atlántico. El Gobierno de Nueva Escocia también ofrece un archivo digital de periódicos antiguos a través del sitio web de los Archivos de Nueva Escocia.
La primera emisora de radio de la provincia fue CHNS-FM, que comenzó a emitir el 12 de mayo de 1926 desde el Hotel Carleton de Halifax, a cargo del soldado del Cuerpo de Señales de la Primera Guerra Mundial William C. Borrett. En la actualidad, la emisora es propiedad de Maritime Broadcasting System y se emite con el nombre comercial 89.9 The Wave, con una audiencia media semanal de 64 236 oyentes de entre 25 y 54 años en 2021.

### Música
En la provincia de Nueva Escocia, en Canadá, la música celta ha desempeñado un papel importante, tanto en sus formas tradicionales como fusionada con otros estilos musicales. La música folclórica de Nueva Escocia se caracteriza por melodías tradicionales traídas de las Highlands escocesas a finales del siglo XVIII y principios del XIX, así como por formas localizadas, como la música de violín de Cabo Bretón. En los últimos años, han surgido una gran variedad de otros géneros musicales en Nueva Escocia, que ha producido varias estrellas de la música country como Hank Snow, Wilf Carter, Anne Murray y Rita MacNeil.

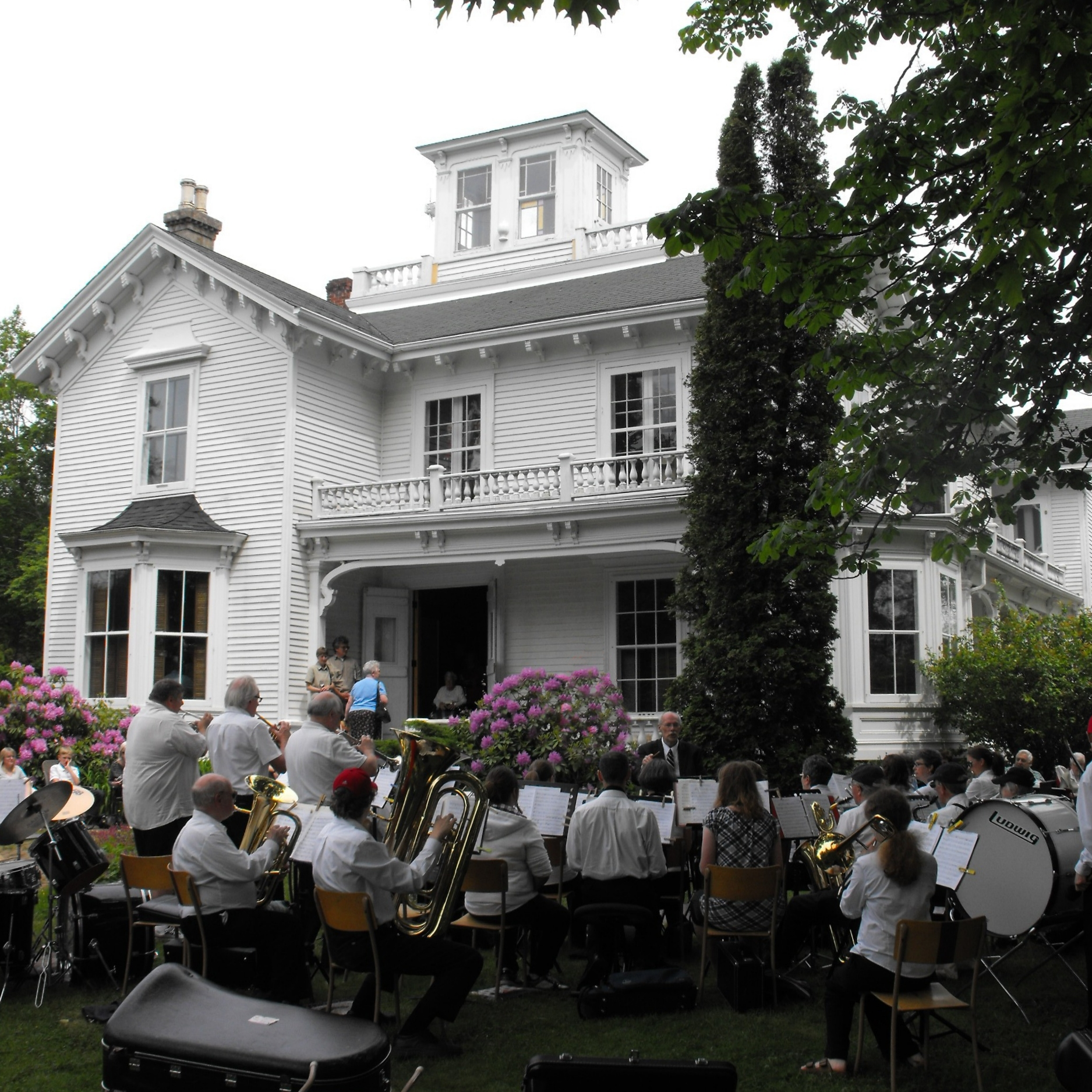
Concierto de una banda frente al centro comunitario Churchill House, Hantsport, Nueva Escocia

Nueva Escocia es una de las tres provincias marítimas de Canadá, o simplemente, Las Marítimas. Cuando se combina con Terranova y Labrador, la región se conoce como las Provincias Atlánticas o Canadá Atlántico.
A pesar de la escasa población de la provincia, la música y la cultura de Nueva Escocia están influenciadas por varios grupos culturales bien establecidos, a los que a veces se denomina «culturas fundadoras».
Poblada inicialmente por la Primera Nación Mi'kmaq, los primeros colonos europeos fueron los franceses, que fundaron Acadia en 1604. Nueva Escocia fue colonizada brevemente por colonos escoceses en 1620, aunque en 1624, los colonos escoceses fueron expulsados por tratado y la zona pasó a manos de los franceses hasta mediados del siglo XVIII. Tras la derrota de los franceses y la expulsión previa de los acadianos, comenzaron a llegar a las costas de Nueva Escocia colonos de ascendencia inglesa, irlandesa, escocesa y africana.
El asentamiento se aceleró considerablemente con el reasentamiento de los leales (llamados en Canadá «leales al Imperio Unido») en Nueva Escocia durante el período posterior al final de la Guerra de Independencia de los Estados Unidos. Fue durante esta época cuando se estableció una gran comunidad africana en Nueva Escocia, poblada por esclavos liberados y leales negros y sus familias, que habían luchado por la Corona a cambio de tierras. Esta comunidad creció más tarde cuando la Marina Real comenzó a interceptar barcos negreros con destino a los Estados Unidos y depositó a estos esclavos liberados en las costas de Nueva Escocia.

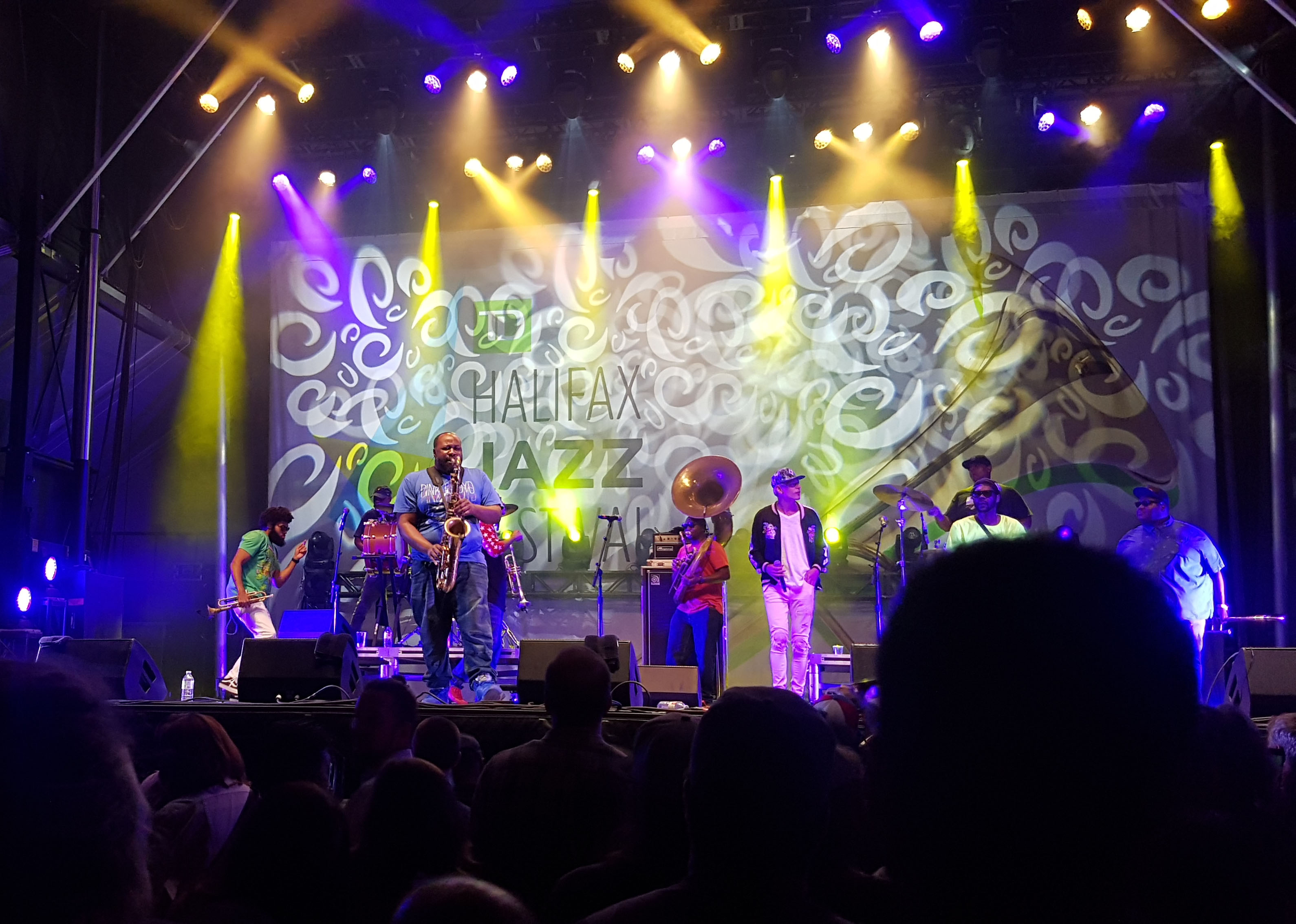
Festival de Jazz de Halifax

Más tarde, en el siglo XIX, la Gran hambruna irlandesa y los desalojos de las Highlands escocesas provocaron una gran afluencia de migrantes con raíces culturales celtas, lo que contribuyó a definir el carácter predominantemente celta de Cabo Bretón y el norte continental de la provincia. Esta cultura celta, o gaélica, estaba tan extendida que, al comienzo de la Primera Guerra Mundial, los periodistas de Londres, Inglaterra, se horrorizaron cuando algunos de los primeros regimientos que llegaron a Inglaterra desde Canadá desembarcaron tocando la gaita, se autodenominaron «Regimientos de las Highlands» y hablaban gaélico escocés como lengua principal.
La escena musical tradicional de Nueva Escocia está muy influenciada por las culturas mi'kmaw y de los colonos. Su legado incluye varios ganadores y nominados a los premios Juno, junto con figuras mundiales de las artes tradicionales. También hay una fuerte cultura de música folk, como Stan Rogers, que nació en Ontario en el seno de una familia de Nueva Escocia y cantaba baladas sobre los marineros de las provincias marítimas, aunque tampoco reflejaba mucho las tradiciones escocesas de la zona. En su honor se celebra un festival de música anual.

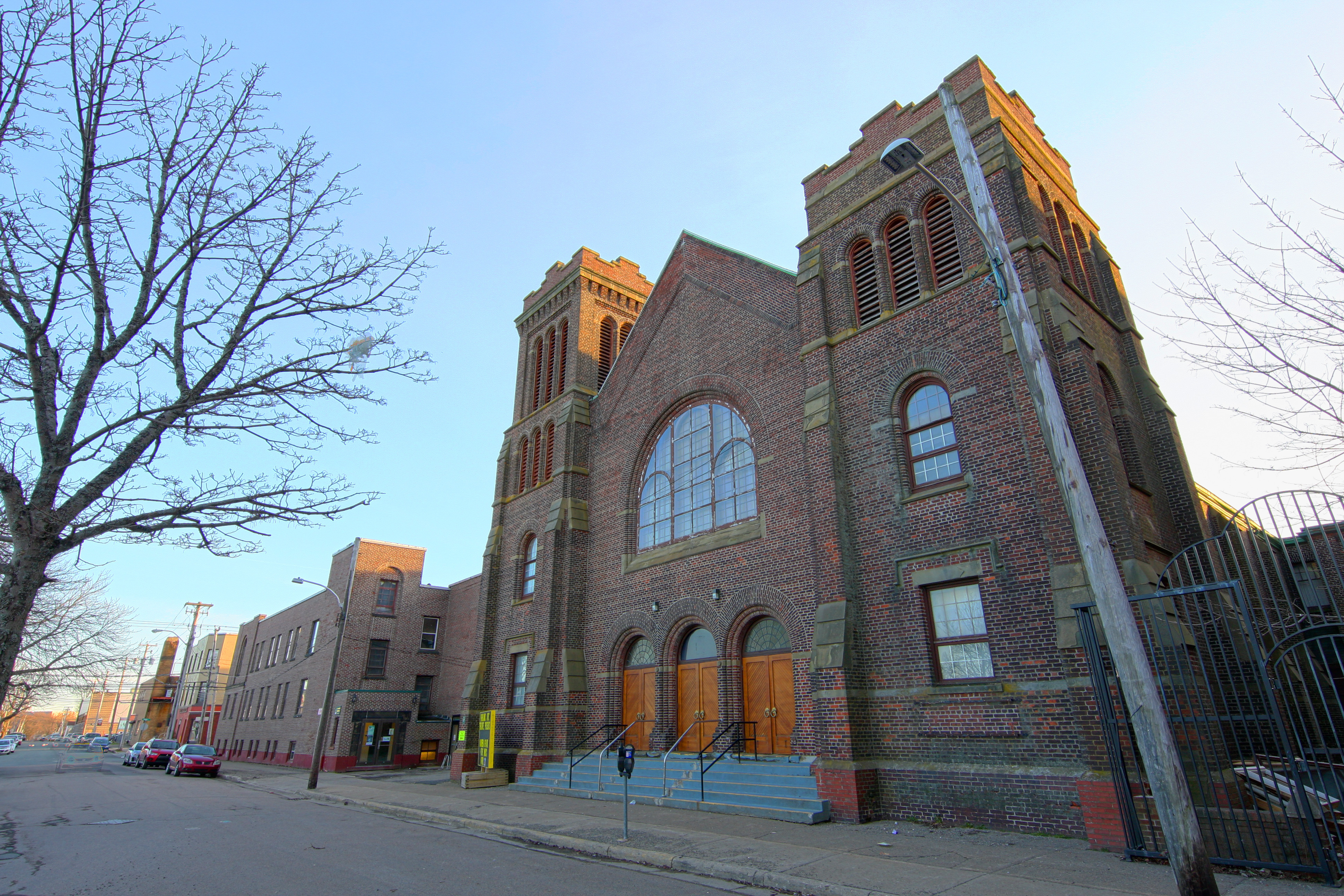
El Teatro Highland Arts

La música tradicional escocesa se ha mantenido viva en toda la provincia hasta el siglo XXI, sobre todo en la región norte y en Cabo Bretón, y ha dado lugar a varios intérpretes de renombre internacional. La influencia de la cultura escocesa está entretejida en la música folk de la provincia. Un ejemplo destacado de ello es Rita MacNeil, de Cabo Bretón, una cantante mainstream cuya música combina el country/folk con la cultura escocesa que la rodea, incluyendo la grabación de su espectáculo Celtic Fantasy.
La provincia es el corazón de dos estilos vibrantes y populares de música y danza celta derivados de la influencia de los asentamientos escoceses de las Highlands. En la isla de Cabo Bretón, la cultura escocesa predominante ha influido en la creación del estilo celta de Cabo Bretón, mientras que en el continente se ha extendido el violín tradicional «down-east», popularizado por Don Messer.
En la música de Cabo Bretón, el dúo básico de violín y piano proporciona una música de baile con un fuerte acento en las iglesias y salas comunitarias de los pueblos pequeños. A veces se añade una guitarra, y la música de gaita de las Highlands también es muy popular. Uno de los primeros músicos populares que dio a conocer la herencia celta de Nueva Escocia al gran público fue John Allan Cameron, cantante y guitarrista, hijo de la legendaria violinista Katie Ann Cameron, que era hermana del coleccionista de música Dan Rory MacDonald. Cameron es considerado el «padrino de la música celta» y recibió la Orden de Canadá por sus logros. Cabo Bretón también tiene una conocida tradición de gaitas y ha dado lugar a algunos gaiteros famosos, como Angus MacDonald, Barry Shears y Jamie MacInnes.

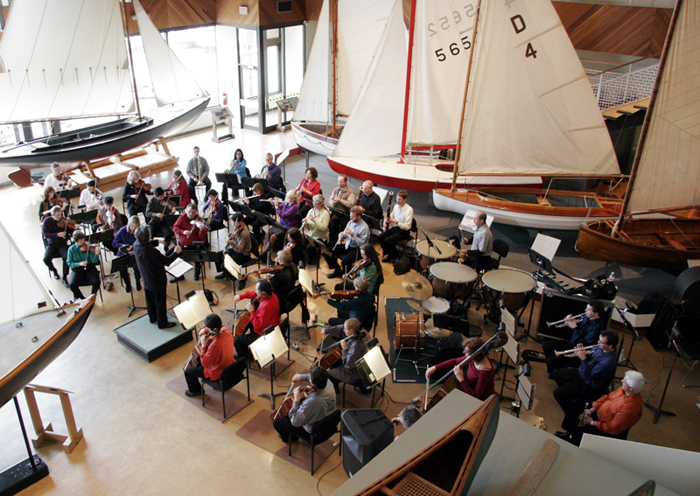
La Sinfónica de Nueva Escocia actúa en el Museo Marítimo del Atlántico en Halifax

Los asentamientos irlandeses en el continente de Nueva Escocia influyeron aún más en el auge de la música tradicional irlandesa, especialmente popular en el condado de Guysborough y Halifax. El Festival Celta de Halifax, que se celebra cada año, suele contar con la participación de varios músicos irlandeses, y los pubs de temática irlandesa con música en directo son habituales en toda la provincia.
A pesar del predominio de la música tradicional, tanto como forma de expresión cultural como medio para promocionar la experiencia turística de los visitantes de Nueva Escocia, la provincia también cuenta con una larga trayectoria en la producción de éxitos musicales populares. Muchos artistas destacados y conocidos internacionalmente proceden de Nueva Escocia, en una amplia variedad de géneros.
Aunque históricamente aislada de la escena hip hop canadiense, centrada en Toronto, Nueva Escocia cuenta con un número cada vez mayor de artistas conocidos a nivel nacional. En la década de 1980, bandas como Down By Law, MC G y Cool J, y Hip Club Groove alcanzaron cierto éxito a nivel nacional.

## Deporte

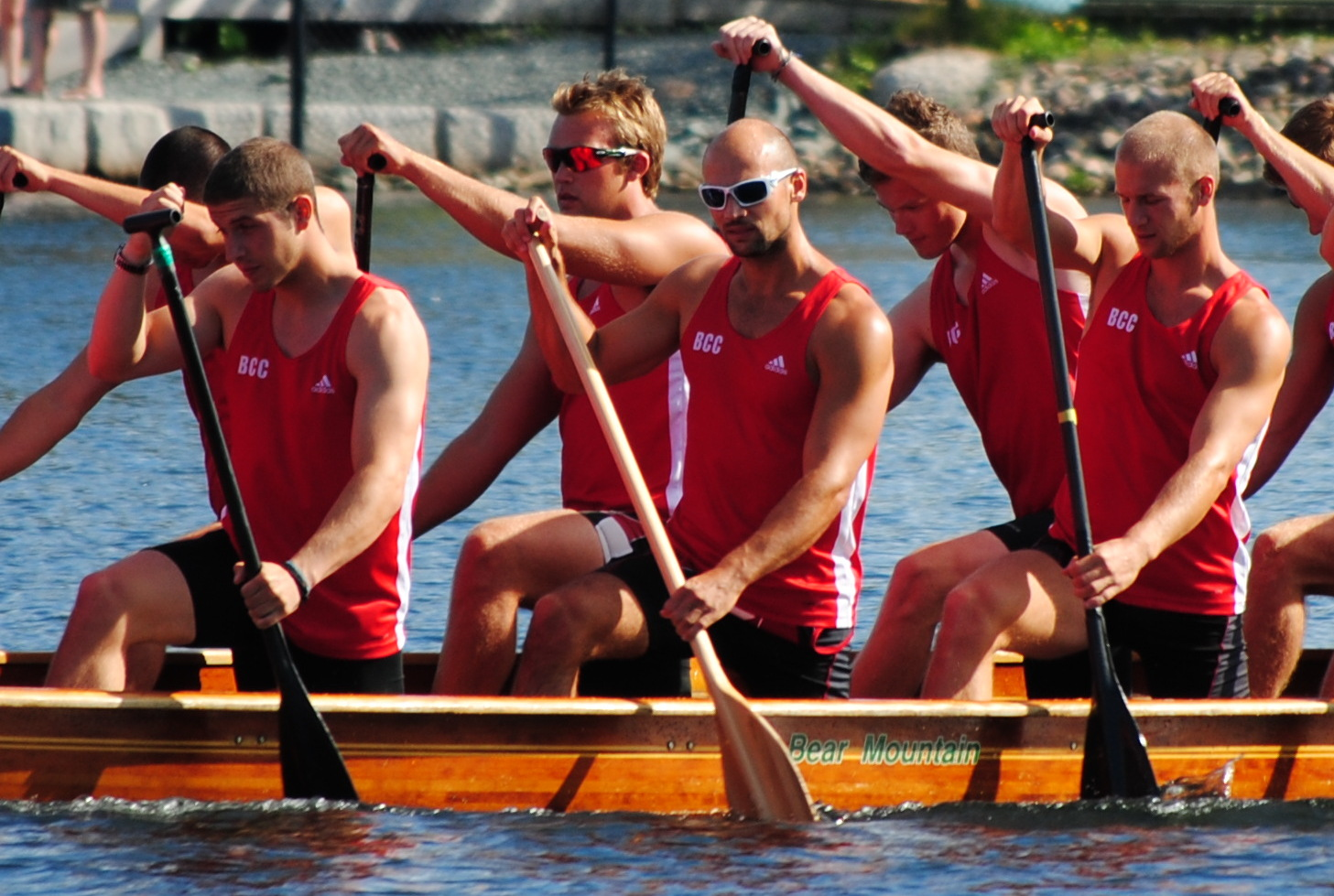
Canotaje en Halifax, Nueva Escocia

El deporte es una parte importante de la cultura de Nueva Escocia. Hay numerosos equipos deportivos semiprofesionales, universitarios y amateurs, como por ejemplo los Halifax Mooseheads, campeones de la Memorial Cup de la Liga Canadiense de Hockey en 2013, y los Cape Breton Eagles, ambos de la Liga Juvenil Mayor de Hockey de Quebec.
Los Halifax Hurricanes de la Liga Nacional de Baloncesto de Canadá fueron otro equipo que tuvo su sede en Nueva Escocia y fueron campeones de la liga en 2016. El fútbol profesional llegó a la provincia en 2019 con el club HFX Wanderers FC de la Liga Premier Canadiense.
El Nova Scotia Open fue un torneo de golf profesional del Web.com Tour en 2014 y 2015.

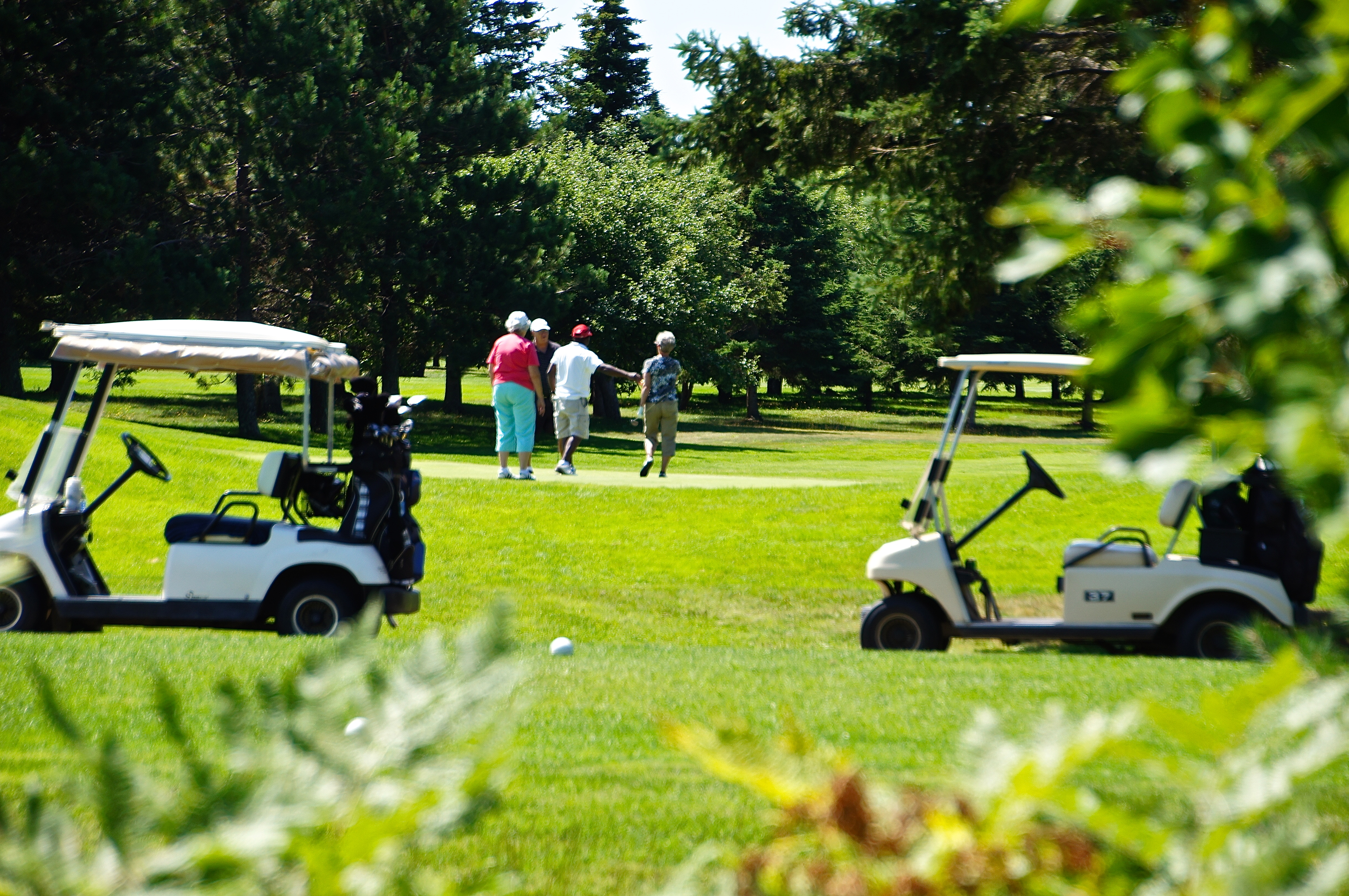
Campo de Golf en Nueva Escocia

La provincia también ha dado numerosos deportistas, como Sidney Crosby (hockey sobre hielo), Nathan Mackinnon (hockey sobre hielo), Lincoln Steen (lucha libre), Brad Marchand (hockey sobre hielo), Colleen Jones (curling), Al MacInnis (hockey sobre hielo), T. J. Grant (artes marciales mixtas), Rocky Johnson (lucha libre y padre de Dwayne «The Rock» Johnson), George Dixon (boxeo) y Kirk Johnson (boxeo). Los logros de los atletas de Nueva Escocia se presentan en el Salón de la Fama del Deporte de Nueva Escocia.
La Unión de Rugby de Nueva Escocia (ORU), también conocida como Rugby Nova Scotia, es el organismo provincial que regula el deporte del rugby en la provincia canadiense de Nueva Escocia y una unión provincial de Rugby Canadá. Rugby Nova Scotia regula varios niveles de rugby (Mini-Rugby, Sub-12, Sub-14, Sub-16, Sub-18, Senior, Masters, Sin contacto).

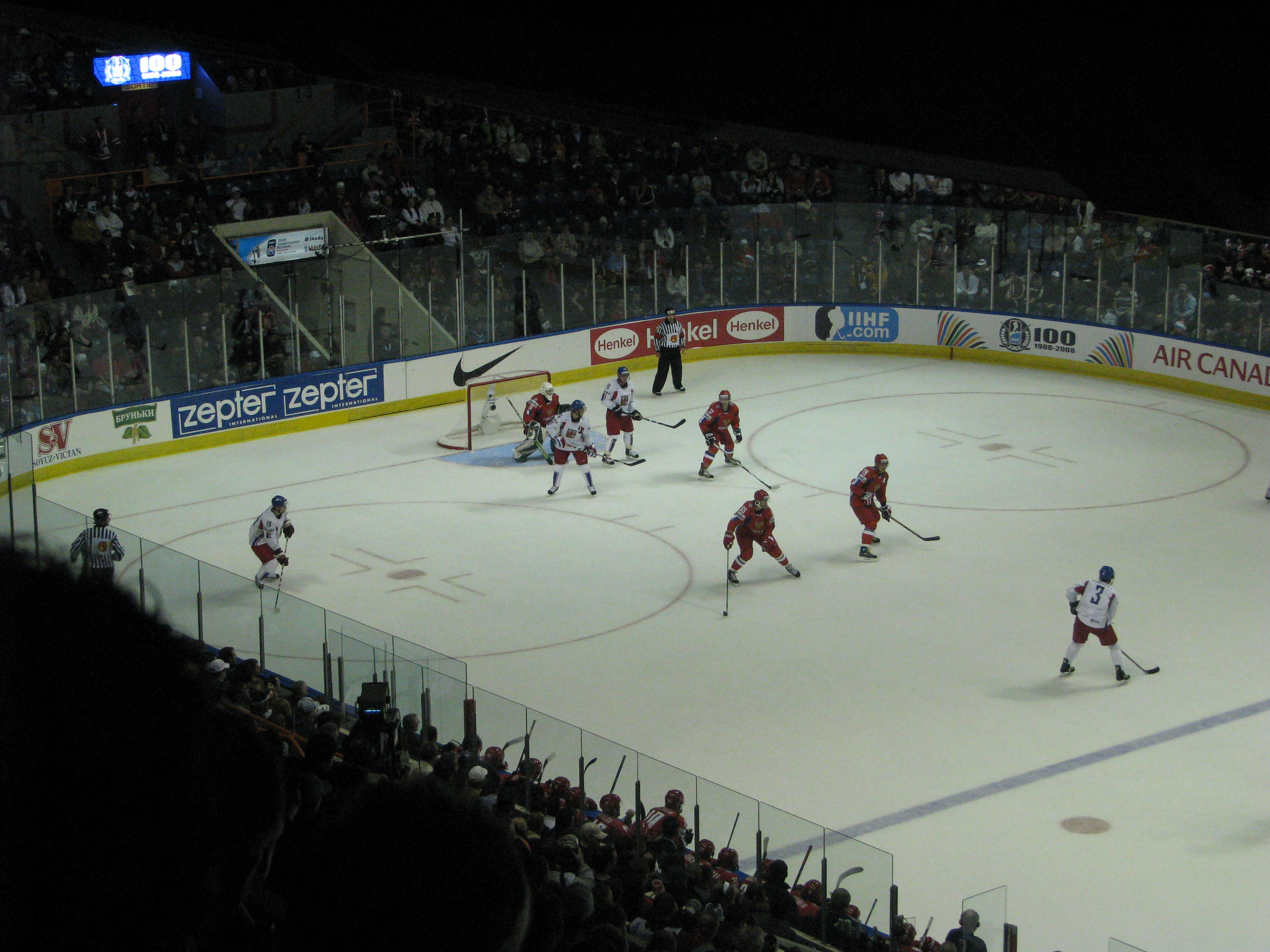
Las Selecciones de Rusia y República Checa durante el campeonato mundial de Hockey sobre hielo celebrado en Nueva Escocia en 2008

Rugby Nova Scotia está representada a nivel nacional por los Nova Scotia Keltics. Este programa incluye equipos de 15 jugadores de las siguientes edades: sub-15, sub-16, sub-17, sub-18, sub-19, sub-20 y sénior, que compiten en el Campeonato Canadiense de Rugby en las divisiones de campeonato y festival. En 2009, Rugby Canada decidió disolver la RCSL y sustituirla por una nueva liga sub-20 llamada Campeonato Nacional Juvenil de Rugby Canada. Los Keltics fueron elegidos como uno de los clubes restantes de la RCSL para entrar en la nueva liga.